# Editorial Panini
Grupo Panini es una editorial italiana fundada en el año 1961 por los hermanos Benito, Giuseppe, Umberto y Franco Panini. Ostenta el liderazgo mundial en el sector de los cromos y es el cuarto editor europeo en el sector de los jóvenes. 
Tiene su sede central en Módena y cuenta con filiales en Alemania, Argentina, Brasil, Bolivia, Chile, China, Colombia, Costa Rica, Ecuador, Egipto, El Salvador, España, Estados Unidos, Francia, Guatemala, Honduras, Japón, México, Nicaragua, Panamá, Paraguay, Perú, Puerto Rico, Reino Unido, Suiza, Uruguay y Venezuela.
El material editorial de figuras del género mundialmente famosas y exitosas, principalmente de las tres compañías Disney, DC Comics y Marvel Comics (vendiendo en el país revistas con personajes como Mickey Mouse, Winnie the Pooh, Blancanieves y los siete enanitos, Cenicienta, La sirenita, Aladdín, Princesas Disney, El rey león, Lilo & Stitch y Frozen, para Disney, Superman, Batman y Mujer Maravilla, para DC, y Spider-Man, Hulk, X-Men, Los Vengadores y Los 4 Fantásticos, para Marvel), pero también publicando cómics del universo de Los Simpsons y del universo de Star Wars, entre otros. 
Historietas de superhéroes, posiblemente el género de mayor éxito en la historia de las historietas, encabezado por material de DC Comics y Marvel Comics, a partir del cual Panini Group publicó los principales títulos y comercializó a los personajes principales y más famosos durante unos veinte años (de 1980 a 2003), se terminó definitivamente en 2003, cuando los derechos de publicación internacional (tanto de los personajes de DC Comics y Marvel Comics) pasaron a Panini Comics, una subsidiaria del conglomerado italiano con una sucursal en Panini Group. Como resultado, Panini hasta entonces, posiblemente la principal editorial de cómics, perdió buena parte de su estatus en el mercado, debido a que gran parte de las ventas de cómics provienen de cómics de superhéroes, casi todos ellos, ya sea de DC y Marvel. Hasta la fecha, el material de estos editores es publicado por Panini.
Los cuatro hermanos varones se distribuyeron los papeles a la hora de crear el imperio de los cromos, o estampas o barajitas, con Giuseppe como gerente general, Franco como administrativo, Benito en la distribución y Umberto como el técnico de la maquinaria que se encargó de la parte industrial aún habiendo emigrado a Venezuela.
La experiencia de Umberto en la fábrica automotriz Maserati le llevó a idear la Fifimatic, una máquina para introducir en sobres los cromos que aún hoy sigue siendo su mayor aporte a la industria en la que triunfó con sus hermanos.
Además del departamento de Colecciones (cromos, trading cards, etc.) destacan:
- Panini Cómics como la división especializada en cómics bajo licencia de Marvel en gran parte de Europa. También publica cómics de DC en países como Alemania, Brasil o Reino Unido, además de publicar diversos cómics manga y DVD de series de animación infantiles y juveniles. En 2025 obtuvo también los derechos de publicación del material de DC Comics en España, hasta dicho año, en manos de la editorial ECC Ediciones.
- Panini Revistas, desde donde se publican diversos títulos bajo licencia de series infantiles, películas y personajes de ficción.
- Panini Books, departamento que edita y distribuye libros infantiles.

## Panini España
Las primeras colecciones Panini se distribuyeron en España desde mediados de los años 1970 a través de Ediciones Vulcano y, desde 1979, a través de Cromo, empresa distribuidora fundada en Torroella de Montgrí (Gerona) por Raphael de Lattre du Bosqueau, distribuidor de los productos Panini en Bélgica, Jaime Bruguera y Lluís Torrent. Este último fue nombrado director general de la filial Panini España, creada en 1986.
Además de las clásicas colecciones de cromos, Panini se ha especializado en la distribución en kioscos, librerías y grandes superficies de otros productos infantiles.

### Panini Manga
| - Abara - Afro Samurai - Aprender a querer - Assassination Classroom - Assassin's Creed IV: Black Flag - Baby, My Love - Berserk - Biomega - Bleach - Brave 10 - D'V - Defense Devil - Dēmokratía - Deseo - El Caballero Vampiro - Fiebre de amor - Full Metal Panic! - Galism - Gantz - Global Garden - Gurren Lagann - Honey & Clover - Hunter x Hunter - Ichigo 100% - Ikigami - Instituto Bijinzaka | - Instituto Ouran Host Club - Kare First Love - La biblia Manga - Lupin III - Merupuri - Naruto - Nagatachō Strawberry - One Piece - One-Punch Man - Planetes - Platonic Venus - Q&A - Reloj de arena - Rockin' Heaven - Rurouni Kenshin (Kanzenban) - Rurouni Kenshin: Restauración - Sad Love Story - Samurai Champloo - Seducción - Shibuya Love Hotel - Shingeki no Kyojin - Shokugeki no Sōma - Shuriken to Pleats - Togari - Ultimo - Ultra Maniac - W Juliet - Wanted - Witchblade - Angels of Destiny |

### Panini Revistas
- Otaku Bunka

## Panini Colombia

### Panini Cómics
| - Strange fruit - James Bond - Kingsman: El Servicio Secreto - Kick-Ass - Warcraft: lazos de hermandad - World of Warcraft - Empress - Thanos vence - Overwatch: Antalogia - The Beauty - Huck - Ragnarok - Locke & Key - Reborn - Maze Runner- Prueba de Fuego - Infinity Gauntlet - Crimson - Jupiter's Legacy - American Jesus - Un tren llamado Amor - Contra Natura - Dragonero - Nemesis - Crossed - La Espada del Salvaje Conan - Dampyr - Hit-Girl: En Colombia | - Torpedo - Star wars - Dylan Dog - The Discipline - America Got power - Tex - Star Wars presenta: Han Solo - Star Wars presenta: Lando - Star Wars: Una Nueva Esperanza(edición especial) - Star wars: Legends - Star wars: Legends in UK - Star wars: Darth Vader - Chronicles of Wormwood - Assassin's Creed The Fall - Assassin's Creed Trial by fire - Setting sun - Stranger Things - Martha Washington - Life Zero - Stephen King: Apocalipsis - Big Man Plans - Ashe: Matriarca - Seven yo Eternity - Neomicon - Providence - Moonshine - Conan el bárbaro: los clásicos de Marvel - X-men génesis mutante - Skybourne |

### Marvel Fresh Start
| - Spider-Man - Avenger - Deadpool - Hulk - Venom - Tony Stark: Iron Man |

### Panini Manga

#### Shōnen
| Lista de publicaciones                       | Lista de publicaciones                                                                                      | Lista de publicaciones | Lista de publicaciones | Lista de publicaciones   | Lista de publicaciones   | Lista de publicaciones | Lista de publicaciones |
| Título                                       | Autor | Volúmenes Publicados   | Periodicidad           | Inicio de publicación    | Fin de publicación       | Editorial de origen    |                        |
| -------------------------------------------- | --- | ---------------------- | ---------------------- | ------------------------ | ------------------------ | ---------------------- | ---------------------- |
| Assassination Classroom                      | Yūsei Matsui                                                                                                | 21/21                  | Finalizada             | Septiembre de 2017       | 9 de agosto de 2019      | Shūeisha               |                        |
| Ataque de los Titanes                        | Hajime Isayama                                                                                              | 33/34                  | Mensual                | 25 de octubre de 2019    | En publicación           | Kōdansha               |                        |
| Ataque de los Titanes: Before the Fall       | Ryō Suzukaze (Guion) THORES Shibamoto (Dibujo)                                                              | 9/17                   | Mensual                | 4 de octubre de 2019     | En publicación           | Kōdansha               |                        |
| Ataque de los Titanes: Lost Girls            | Ryōsuke Fuji                                                                                                | 1/2                    | Mensual                | 26 de septiembre de 2020 | En publicación           | Kōdansha               |                        |
| Ataque de los Titanes: INSIDE                | Hajime Isayama                                                                                              | 1/1                    | Único                  | 5 de junio de 2020       | 5 de junio de 2020       | Kōdansha               |                        |
| Ataque de los Titanes: OUTSIDE               | Hajime Isayama                                                                                              | 1/1                    | Único                  | 3 de julio de 2020       | 3 de julio de 2020       | Kōdansha               |                        |
| Ataque de los Titanes: ANSWER                | Hajime Isayama                                                                                              | 1/1                    | Único                  | 18 de septiembre de 2020 | 18 de septiembre de 2020 | Kōdansha               |                        |
| Bakuman                                      | Tsugumi Ōba (Guion) Takeshi Obata (Dibujo)                                                                  | 20/20                  | Finalizada             | Octubre de 2017          | 2 de agosto de 2019      | Shūeisha               |                        |
| Bleach                                       | Tite Kubo                                                                                                   | 74/74                  | Mensual                | Septiembre de 2017       | Finalizado               | Shūeisha               |                        |
| Black Clover                                 | Yūki Tabata                                                                                                 | 23/31~                 | Bimensual              | 26 de julio de 2019      | En publicación           | Shūeisha               |                        |
| Blue Exorcist                                | Kazue Katō                                                                                                  | 23/24~                 | Mensual                | 1 de enero de 2018       | En publicación           | Shūeisha               |                        |
| Captain Tsubasa: Super Campeones             | Yōichi Takahashi                                                                                            | 29/37                  | Mensual                | Febrero de 2018          | En publicación           | Shūeisha               |                        |
| City Hunter                                  | Tsukasa Hōjō                                                                                                | 0/32                   | ¿?                     | 2021                     | ¿?                       | Shūeisha               |                        |
| Death Note                                   | Tsugumi Ōba (Guion) Takeshi Obata (Dibujo)                                                                  | 13/13                  | Finalizada             | Septiembre de 2017       | Agosto de 2018           | Shūeisha               |                        |
| Dragon Ball                                  | Akira Toriyama                                                                                              | 42/42                  | Mensual                | Septiembre de 2017       | En publicación           | Shūeisha               |                        |
| Fairy Tail                                   | Hiro Mashima                                                                                                | 11/63                  | Mensual                | 26 de julio de 2019      | En publicación           | Kōdansha               |                        |
| Fire Punch                                   | Tatsuki Fujimoto                                                                                            | 7/8                    | Mensual                | 7 de diciembre de 2019   | En publicación           | Shūeisha               |                        |
| Highschool of the Dead                       | Daisuke Satō (Guion) Shōji Sato (Dibujo)                                                                    | 7/7                    | Finalizada             | 25 de septiembre de 2018 | Marzo de 2019            | Fujimi Shobō           |                        |
| Highschool of the Dead (Full Color)          | Daisuke Satō (Guion) Shōji Sato (Dibujo)                                                                    | 7/7                    | Finalizada             | Noviembre de 2018        | Junio de 2019            | Fujimi Shobō           |                        |
| High School DxD                              | Ichiei Ishibumi (Guion) Hiroji Mishima (Dibujo)                                                             | 11/11                  | Finalizada             | 11 de mayo de 2018       | 21 de junio de 2019      | Fujimi Shobo           |                        |
| Hunter x Hunter                              | Yoshihiro Togashi                                                                                           | 21/36~                 | Mensual                | 25 de septiembre de 2018 | En publicación           | Shūeisha               |                        |
| Jo Jo's Bizarre Adventure                    | Hirohiko Araki                                                                                              | 13/66~                 | Mensual                | 26 de julio de 2019      | En publicación           | Shūeisha               |                        |
| Katekyo Hitman Reborn                        | Akira Amano                                                                                                 | 28/42                  | Mensual                | Diciembre de 2017        | En publicación           | Shūeisha               |                        |
| Kuroko no Basket                             | Tadatoshi Fujimaki                                                                                          | 10/30                  | Mensual                | 13 de septiembre de 2019 | En publicación           | Shūeisha               |                        |
| Love Hina                                    | Ken Akamatsu                                                                                                | 2/7                    | Mensual                | 26 de septiembre de 2020 | En publicación           | Kōdansha               |                        |
| My Hero Academia                             | Kōhei Horikoshi                                                                                             | 33/37~                 | Mensual                | 25 de septiembre de 2018 | En publicación           | Shūeisha               |                        |
| Naruto                                       | Masashi Kishimoto                                                                                           | 72/72                  | Mensual                | Septiembre de 2017       | Finalizado               | Shūeisha               |                        |
| Negima! Magister Negi Magi                   | Ken Akamatsu                                                                                                | 1/19                   | Mensual                | 16 de octubre de 2020    | En publicación           | Kōdansha               |                        |
| Nisekoi                                      | Naoshi Komi                                                                                                 | 23/25                  | Mensual                | 1 de marzo de 2018       | En publicación           | Shūeisha               |                        |
| Noragami                                     | Adachitoka                                                                                                  | 11/20~                 | Mensual                | 13 de septiembre de 2019 | En publicación           | Kōdansha               |                        |
| One Piece                                    | Eiichirō Oda                                                                                                | 81/101~                | Mensual                | Octubre de 2017          | En publicación           | Shūeisha               |                        |
| Platinum End                                 | Tsugumi Ōba (Guion) Takeshi Obata (Dibujo)                                                                  | 1/12~                  | Mensual                | 9 de octubre de 2020     | En publicación           | Shūeisha               |                        |
| Radiant                                      | Tony Valente                                                                                                | 1/11~                  | Bimestral              | 2 de octubre de 2020     | En publicación           | Kadokawa Shōten        |                        |
| Rosario + Vampire                            | Akihisa Ikeda                                                                                               | 10/10                  | Finalizada             | Septiembre de 2018       | 12 de julio de 2019      | Shūeisha               |                        |
| Saint Seiya (Edición Kanzenban)              | Masami Kurumada                                                                                             | 0/22                   | ¿?                     | 2021                     | ¿?                       | Shūeisha               |                        |
| Food Wars                                    | Yūto Tsukuda (Guion) Shun Saeki (Dibujo)                                                                    | 22/36                  | Mensual                | 25 de septiembre de 2018 | En publicación           | Shūeisha               |                        |
| Sword Art Online Aincrad                     | Reki Kawahara (Guion) Abec (Dibujo)                                                                         | 2/2                    | Finalizada             | 27 de marzo de 2018      | 7 de abril de 2018       | ASCII Media Works      |                        |
| Sword Art Online Fairy Dance                 | Reki Kawahara (Guion) Abec (Dibujo)                                                                         | 3/3                    | Finalizada             | 27 de marzo de 2018      | 1 de mayo de 2018        | ASCII Media Works      |                        |
| Sword Art Online Phantom Bullet              | Reki Kawahara (Guion) Abec (Dibujo)                                                                         | 3/4                    | Mensual                | 1 de mayo de 2018        | Sin periodicidad         | ASCII Media Works      |                        |
| Sword Art Online Calibur                     | Reki Kawahara (Guion) Abec (Dibujo)                                                                         | 1/1                    | Finalizado             | 26 de julio de 2019      | 26 de julio de 2019      | ASCII Media Works      |                        |
| Sword Art Online Mother´s Rosary             | Reki Kawahara (Guion) Abec (Dibujo)                                                                         | 3/3                    | Finalizado             | 9 de agosto de 2019      | 17 de enero de 2020      | ASCII Media Works      |                        |
| The Seven Deadly Sins                        | Nakaba Suzuki\|                                                                                             | 11/34~                 | Mensual                | 25 de septiembre de 2018 | En publicación           | Kōdansha               |                        |
| The Promised Neverland                       | Kaiu Shirai (Guion) Posuka Demizu (Dibujo)                                                                  | 10/16~                 | ¿?                     | 2021                     | ¿?                       | Shūeisha               |                        |
| Twin Star Exorcists                          | Yoshiaki Sukeno                                                                                             | 0/19~                  | ¿?                     | 2021                     | ¿?                       | Shūeisha               |                        |
| Warcraft: Leyendas                           | Knaak (Guion) Jolley (Guion) Lewter (Guion) Willman Kim (Dibujo) No (Dibujo) Kim (Dibujo) Olivares (Dibujo) | 5/5                    | Finalizado             | 20 de septiembre de 2019 | Octubre                  | Tokyopop               |                        |
| Warcraft: Fuente del Sol                     | Knaak (Guion) Kim (Dibujo)                                                                                  | 3/3                    | Finalizado             | 22 de mayo de 2020       | 11 de septiembre de 2020 | Tokyopop               |                        |
| World of Warcraft: Mago                      | Richard A. Knaak (Guion) Ryo Kawakami (Dibujo)                                                              | 1/1                    | Único                  | 2 de octubre de 2020     | 2 de octubre de 2020     | Tokyopop               |                        |
| World of Warcraft: El Caballero de la Muerte | Dan Jolley (Guion) Rocio Zucchi (Dibujo)                                                                    | 1/1                    | Único                  | 29 de mayo de 2020       | 29 de mayo de 2020       | Tokyopop               |                        |
| World of Warcraft: Chamán                    | Paul Benjamin (Guion) Rocio Zucchi (Dibujo)                                                                 | 1/1                    | Único                  | 6 de noviembre de 2020   | 6 de noviembre de 2020   | Tokyopop               |                        |
| World of Warcraft: Ala Sombra                | Richard A. Knaak (Guion) Kim Jae-Hwan (Dibujo)                                                              | 1/2                    | ??                     | Diciembre                | ??                       | Tokyopop               |                        |

#### Seinen
| Lista de publicaciones                        | Lista de publicaciones                                                                                | Lista de publicaciones | Lista de publicaciones | Lista de publicaciones   | Lista de publicaciones  | Lista de publicaciones | Lista de publicaciones |
| Título                                        | Autor                                                                                                 | Volúmenes Publicados   | Periodicidad           | Inicio de publicación    | Fin de publicación      | Editorial de origen    |                        |
| --------------------------------------------- | --- | ---------------------- | ---------------------- | ------------------------ | ----------------------- | ---------------------- | ---------------------- |
| Ajin                                          | Gamon Sakurai (Dibujo: tomo 1) (Guion y Dibujo: tomo 2 en adelante) Tsuina Miura (Guion: solo tomo 1) | 11/16~                 | Mensual                | 26 de julio de 2019      | En publicación          | Kōdansha               |                        |
| All You Need Is Kill                          | Ryōsuke Takeuchi (Guion) Takeshi Obata (Dibujo)                                                       | 2/2                    | Finalizada             | 1 de marzo de 2018       | 7 de abril de 2018      | Shūeisha               |                        |
| Akira                                         | Katsuhiro Otomo                                                                                       | 6/6                    | Finalizado             | 13 de septiembre de 2019 | 20 de noviembre de 2020 | Kodansha               |                        |
| Berserk                                       | Kentaro Miura                                                                                         | 18/40~                 | Mensual                | 9 de enero de 2019       | En publicación          | Hakusensha             |                        |
| Guía Oficial Berserk                          | Kentaro Miura                                                                                         | 1/1                    | Único                  | 22 de mayo de 2020       | 22 de mayo de 2020      | Hakusensha             |                        |
| Blade of the Immortal                         | Hiroaki Samura                                                                                        | 6/15                   | Bimestral              | 13 de septiembre de 2019 | En publicación          | Kōdansha               |                        |
| Gantz                                         | Hiroya Oku                                                                                            | 30/37                  | Mensual                | Noviembre de 2017        | En publicación          | Shūeisha               |                        |
| Ghost in the Shell                            | Masamune Shirow                                                                                       | 1/1                    | Finalizada             | 25 de octubre de 2019    | 25 de octubre de 2019   | Kōdansha               |                        |
| Ghost in the Shell 2: Man-Machine Interface   | Masamune Shirow                                                                                       | 1/1                    | Finalizada             | 22 de noviembre de 2019  | 22 de noviembre de 2019 | Kōdansha               |                        |
| Ghost in the Shell 1.5: Human-Error Processor | Masamune Shirow                                                                                       | 1/1                    | Finalizada             | 20 de diciembre de 2019  | 20 de diciembre de 2019 | Kōdansha               |                        |
| Gigantomaquia                                 | Kentaro Miura                                                                                         | 1/1                    | Tomo Único             | 5 de junio de 2020       | 5 de junio de 2020      | Hakusensha             |                        |
| Lobo Solitario                                | Kazuo Koike (Guion) Goseki Kojima (Dibujo)                                                            | 4/28                   | Mensual                | 5 de junio de 2020       | En publicación          | Futabasha              |                        |
| Made in Abyss                                 | Akihito Tsukushi                                                                                      | 1/8~                   | Bimestral              | 26 de septiembre de 2020 | En publicación          | Takeshobo              |                        |
| One-Punch Man                                 | One (Guion) Yūsuke Murata (Dibujo)                                                                    | 19/22~                 | Trimestral             | Diciembre de 2017        | En publicación          | Shūeisha               |                        |
| Sherlock                                      | Steven Moffat & Mark Gatiss (Guion) Jay (Dibujo)                                                      | 4/4~                   | Mensual                | 5 de junio de 2020       | En publicación          | Kadokawa Shōten        |                        |
| Terra Formars                                 | Yū Sasuga (Guion) Kenichi Tachibana (Dibujo)                                                          | 4/22~                  | Mensual                | 5 de junio de 2020       | En publicación          | Shueisha               |                        |
| Tokyo Ghoul                                   | Sui Ishida                                                                                            | 14/14                  | Finalizada             | Noviembre de 2017        | 12 de abril de 2019     | Shūeisha               |                        |
| Tokyo Ghoul: re                               | Sui Ishida                                                                                            | 13/16                  | Mensual                | 26 de julio de 2019      | En publicación          | Shūeisha               |                        |

#### Shōjo
| Lista de publicaciones      | Lista de publicaciones                 | Lista de publicaciones | Lista de publicaciones | Lista de publicaciones   | Lista de publicaciones  | Lista de publicaciones | Lista de publicaciones |
| Título                      | Autor                                  | Volúmenes Publicados   | Periodicidad           | Inicio de publicación    | Fin de publicación      | Editorial de origen    |                        |
| --------------------------- | -------------------------------------- | ---------------------- | ---------------------- | ------------------------ | ----------------------- | ---------------------- | ---------------------- |
| Aoha Raido                  | Io Sakisaka                            | 13/13                  | Finalizada             | Octubre de 2017          | Octubre de 2018         | Shūeisha               |                        |
| Kimi ni Todoke: Junto a ti  | Karuho Shiina                          | 30/30                  | Finalizado             | Noviembre de 2017        | 20 de noviembre de 2020 | Shūeisha               |                        |
| Maid-Sama                   | Hiro Fujiwara                          | 13/18                  | Mensual                | 26 de julio de 2018      | En publicación          | Hakusensha             |                        |
| My Little Monster           | Robico                                 | 2/13                   | Mensual                | 26 de septiembre de 2020 | En publicación          | Kodansha               |                        |
| Orange                      | Ichigo Takano                          | 5/6                    | Mensual                | 17 de enero de 2020      | En publicación          | Shueisha → Futabasha   |                        |
| Ore Monogatari!!            | Kazune Kawahara (Guion) Aruko (Dibujo) | 13/13                  | Finalizado             | 26 de julio de 2019      | 6 de noviembre de 2020  | Shūeisha               |                        |
| Ouran High School Host Club | Bisco Hatori                           | 18/18                  | Finalizado             | 16 de enero de 2019      | 6 de noviembre de 2020  | Hakusensha             |                        |
| Psychic Detective Yakumo    | Manabu Kaminaga                        | 12/14                  | Cancelado              | Desconocido              | En publicación          | Kadokawa               |                        |
| Sailor Moon                 | Naoko Takeuchi                         | 9/12                   | Mensual                | 26 de julio de 2018      | En publicación          | Kōdansha               |                        |
| Strobe Edge                 | Io Sakisaka                            | 4/10                   | Mensual                | 5 de junio de 2020       | En publicación          | Shueisha               |                        |
| Vampire Knight              | Matsuri Hino                           | 19/19                  | Finalizada             | 9 de enero de 2019       | 16 de octubre de 2020   | Hakusensha             |                        |

## Panini México

### Panini Novels
- Overlord
- Mushoku Tensei
- Mi Feliz Matrimonio
- Sword Art Online
- Solo Leveling

### Panini Cómics

#### Ediciones normales
| - America's Got Powers - Angry Birds Comics - Aphrodite IX - Artifacts - Artifacts: The Origin - Assassin's Creed The Fall - Assassin´s Creed The Chain - Deadly Class - Dragonero - El Avispón Verde - Highway to Hell - Hit Girl - Ian Fleming´s James Bond 007 VARGR - Kick-Ass - Kin - Kirby: Genesis - Legends of Red Sonja - Marvel Star Wars - Marvel Star Wars Darth Vader - Marvel Star Wars Leia - Masks - Midnight Nation | - My Little Pony - Nemesis - Plants Vs Zombies Lawnmageddon - Secret Service - Star Wars - Star Wars: The Dark Side - Star Wars: The Light Side - Star Wars: Visionaries - Star Wars: El Despertar de la Fuerza - Super Crooks - Superior - Tex - The Boys - The Darkness - The Shadow - Transformers - Uncanny - Vampirella - Velvet - Wanted - Witchblade |

#### Ediciones para coleccionistas 100% HD
- Big Man Plans
- Chrononauts
- Ei8ht Outcast
- The Goon: Solo Miseria

### Panini Manga

#### Kodomo
| Lista de publicaciones       | Lista de publicaciones                                          | Lista de publicaciones | Lista de publicaciones | Lista de publicaciones  | Lista de publicaciones  | Lista de publicaciones | Lista de publicaciones |
| Título                       | Autor                                                           | Volúmenes Publicados   | Periodicidad           | Inicio de publicación   | Fin de publicación      | Editorial de origen    |                        |
| ---------------------------- | --------------------------------------------------------------- | ---------------------- | ---------------------- | ----------------------- | ----------------------- | ---------------------- | ---------------------- |
| Pokémon: Red, Green & Blue   | Hidenori Kusaka (Guion) Mato (Dibujo)                           | 3/3                    | Finalizada             | 1 de marzo de 2017      | 28 de junio de 2017     | Shōgakukan             |                        |
| Pokémon: Yellow              | Hidenori Kusaka (Guion) Mato (Dibujo)                           | 4/4                    | Finalizada             | 9 de agosto de 2017     | 7 de febrero de 2018    | Shōgakukan             |                        |
| Pokémon: Gold & Silver       | Hidenori Kusaka (Guion) Mato (Dibujo) Satoshi Yamamoto (Dibujo) | 7/7                    | Finalizada             | 25 de abril de 2018     | 24 de abril de 2019     | Shōgakukan             |                        |
| Pokémon: Ruby & Sapphire     | Hidenori Kusaka (Guion) Satoshi Yamamoto (Dibujo)               | 8/8                    | Finalizada             | 24 de julio de 2019     | 4 de noviembre de 2020  | Shōgakukan             |                        |
| Pokémon: FireRed & LeafGreen | Hidenori Kusaka (Guion) Satoshi Yamamoto (Dibujo)               | 3/3                    | Finalizada             | 11 de agosto de 2021    | 22 de diciembre de 2021 | Shōgakukan             |                        |
| Pokémon: Emerald             | Hidenori Kusaka (Guion) Satoshi Yamamoto (Dibujo)               | 3/3                    | Finalizada             | 9 de febrero de 2022    | 22 de junio de 2022     | Shōgakukan             |                        |
| Pokémon: Diamond & Pearl     | Hidenori Kusaka (Guion) Satoshi Yamamoto (Dibujo)               | 0/9                    | Bimestral              | Agosto de 2022          | En publicación          | Shōgakukan             |                        |
| Pokémon: Black & White       | Hidenori Kusaka (Guion) Satoshi Yamamoto (Dibujo)               | 9/9                    | Finalizada             | 6 de abril de 2016      | 7 de diciembre de 2016  | Shōgakukan             |                        |
| Super Once: Inazuma Eleven   | Tenya Yabuno                                                    | 10/10                  | Finalizada             | 20 de junio de 2018     | 11 de diciembre de 2019 | Shōgakukan             |                        |
| Yo-Kai Watch                 | Noriyuki Konishi                                                | 28/38~                 | Cancelada              | 7 de septiembre de 2016 | Cancelada               | Shōgakukan             |                        |

#### Shōnen
| Lista de publicaciones                                                                              | Lista de publicaciones                                                                                      | Lista de publicaciones                        | Lista de publicaciones | Lista de publicaciones   | Lista de publicaciones   | Lista de publicaciones | Lista de publicaciones |
| Título                                                                                              | Autor | Volúmenes Publicados                          | Periodicidad           | Inicio de publicación    | Fin de publicación       | Editorial de origen    |                        |
| --------------------------------------------------------------------------------------------------- | --- | --------------------------------------------- | ---------------------- | ------------------------ | ------------------------ | ---------------------- | ---------------------- |
| Akame ga Kill!                                                                                      | Takahiro (Guion) Tetsuya Tashiro (Dibujo)                                                                   | 15/15                                         | Finalizada             | 15 de agosto de 2018     | 2 de diciembre de 2020   | Square Enix            |                        |
| Ao no Flag                                                                                          | Kaito | 6/8                                           | Bimestral              | 14 de julio de 2021      | En publicación           | Shūeisha               |                        |
| Aposimz: Tierra de Glenes                                                                           | Tsutomu Nihei                                                                                               | 9/9                                           | Finalizada             | 5 de agosto de 2020      | 4 de mayo de 2022        | Kōdansha               |                        |
| A Silent Voice                                                                                      | Yoshitoki Ōima                                                                                              | 7/7                                           | Finalizada             | 7 de marzo de 2018       | 6 de marzo de 2019       | Kōdansha               |                        |
| Alice in Borderland (2 En 1)                                                                        | Haro Aso | 7/9                                           | Bimestral              | 15 de mayo de 2024       | En publicación           | Shōgakukan             |                        |
| Assassination Classroom                                                                             | Yūsei Matsui                                                                                                | 21/21                                         | Finalizada             | 25 de noviembre de 2015  | 24 de enero de 2018      | Shūeisha               |                        |
| Ataque de los Titanes                                                                               | Hajime Isayama                                                                                              | 34/34                                         | Finalizada             | 5 de noviembre de 2014   | 26 de enero de 2022      | Kōdansha               |                        |
| Ataque de los Titanes: Before the Fall                                                              | Ryō Suzukaze (Guion) THORES Shibamoto (Dibujo)                                                              | 17/17                                         | Finalizada             | 4 de agosto de 2016      | 13 de noviembre de 2019  | Kōdansha               |                        |
| Ataque de los Titanes: Lost Girls                                                                   | Ryōsuke Fuji                                                                                                | 2/2                                           | Finalizada             | 8 de mayo de 2019        | 10 de julio de 2019      | Kōdansha               |                        |
| Ataque de los Titanes: No Regrets                                                                   | Gun Snark (Guion) Hikaru Suruga (Dibujo)                                                                    | 2/2                                           | Finalizada             | 1 de junio de 2016       | 6 de julio de 2016       | Kōdansha               |                        |
| Ataque de los Titanes: INSIDE                                                                       | Hajime Isayama                                                                                              | 1/1                                           | Finalizada             | 6 de febrero de 2019     | 6 de febrero de 2019     | Kōdansha               |                        |
| Ataque de los Titanes: OUTSIDE                                                                      | Hajime Isayama                                                                                              | 1/1                                           | Finalizada             | 1 de mayo de 2019        | 1 de mayo de 2019        | Kōdansha               |                        |
| Bakemonogatari                                                                                      | Nishio Ishin (Guion) Oh! Great (Dibujo)                                                                     | 12/16~                                        | Mensual                | 2 de diciembre de 2020   | En publicación           | Kōdansha               |                        |
| Bakuman                                                                                             | Tsugumi Ōba (Guion) Takeshi Obata (Dibujo)                                                                  | 20/20                                         | Finalizada             | 11 de marzo de 2015      | 5 de octubre de 2016     | Shūeisha               |                        |
| Beastars                                                                                            | Paru Itagaki                                                                                                | 22/22                                         | Finalizada             | 13 de marzo de 2019      | 29 de junio de 2022      | Akita Shoten           |                        |
| Bestiarius                                                                                          | Masasumi Kakizaki                                                                                           | 7/7                                           | Finalizada             | 27 de septiembre de 2017 | 21 de agosto de 2019     | Square Enix            |                        |
| Black Butler                                                                                        | Yana Toboso                                                                                                 | 31/31~                                        | Sin periodicidad       | 15 de noviembre de 2017  | En publicación           | Square Enix            |                        |
| Black Clover                                                                                        | Yūki Tabata                                                                                                 | 36/36~                                        | Mensual                | 21 de febrero de 2018    | En publicación           | Shūeisha               |                        |
| Bleach                                                                                              | Tite Kubo                                                                                                   | 74/74                                         | Finalizada             | 3 de junio de 2015       | 13 de octubre de 2021    | Shūeisha               |                        |
| Blue Exorcist                                                                                       | Kazue Katō                                                                                                  | 31/32~                                        | Sin periodicidad       | 13 de enero de 2016      | En publicación           | Shūeisha               |                        |
| Boruto: Naruto Next Generations                                                                     | Ukyo Kodachi (Guion) Mikio Ikemoto (Dibujo)                                                                 | 12/17~                                        | Bimestral              | 1 de abril de 2020       | En publicación           | Shūeisha               |                        |
| Burn the Witch                                                                                      | Tite Kubo                                                                                                   | 1/1                                           | Finalizada             | 10 de noviembre de 2021  | 10 de noviembre de 2021  | Shūeisha               |                        |
| Captain Tsubasa: Super Campeones                                                                    | Yōichi Takahashi                                                                                            | 37/37                                         | Finalizada             | 8 de marzo de 2017       | 11 de marzo de 2020      | Shūeisha               |                        |
| Cells at Work!                                                                                      | Akane Shimizu                                                                                               | 6/6                                           | Finalizada             | 20 de abril de 2022      | 22 de febrero de 2023    | Kōdansha               |                        |
| Chainsaw Man                                                                                        | Tatsuki Fujimoto                                                                                            | 19/21                                         | Bimestral              | 3 de marzo de 2021       | En publicación           | Shūeisha               |                        |
| City Hunter                                                                                         | Tsukasa Hōjō                                                                                                | 32/32                                         | Finalizada             | 24 de julio de 2019      | 26 de abril de 2023      | Shūeisha               |                        |
| Claymore                                                                                            | Norihiro Yagi                                                                                               | 27/27                                         | Finalizada             | 19 de mayo de 2021       | 19 de julio de 2023      | Shūeisha               |                        |
| Cowa!                                                                                               | Akira Toriyama                                                                                              | 1/1                                           | Único                  | 24 de junio de 2020      | 24 de junio de 2020      | Shūeisha               |                        |
| D.Gray-man                                                                                          | Katsura Hoshino                                                                                             | 3/29                                          | Mensual                | 28 de mayo de 2025       | En publicación           | Shūeisha               |                        |
| Dan Da Dan                                                                                          | Yukinobu Tatsu                                                                                              | 15/20                                         | Bimestral              | 22 de febrero de 2023    | En publicación           | Shūeisha               |                        |
| Deadpool: Samurai                                                                                   | Sanshirou Kasama (Guion) Hikaru Uesugi (Dibujo)                                                             | 1/2                                           | Bimestral              | 29 de junio de 2022      | En publicación           | Shūeisha               |                        |
| Death Note                                                                                          | Tsugumi Ōba (Guion) Takeshi Obata (Dibujo)                                                                  | 12/12                                         | Finalizada             | 17 de febrero de 2016    | 16 de febrero de 2017    | Shūeisha               |                        |
| Death Note #13                                                                                      | Tsugumi Ōba (Guion) Takeshi Obata (Dibujo)                                                                  | 1/1                                           | Finalizada             | 20 de septiembre de 2017 | 20 de septiembre de 2017 | Shūeisha               |                        |
| Death Note: Compilación de historias cortas                                                         | Tsugumi Ōba (Guion) Takeshi Obata (Dibujo)                                                                  | 1/1                                           | Finalizada             | 9 de marzo de 2022       | 9 de marzo de 2022       | Shūeisha               |                        |
| Death Note Otra Libreta: Casos de homicidio de BB en Los Ángeles                                    | Nishio Ishin                                                                                                | 1/1                                           | Finalizada             | 30 de enero de 2019      | 30 de enero de 2019      | Shūeisha               |                        |
| Defense Devil                                                                                       | Youn In-wan (Guion) Yang Kyung-il (Dibujo)                                                                  | 10/10                                         | Finalizada             | 4 de agosto de 2014      | 20 de mayo de 2015       | Shogakukan             |                        |
| Demon Slayer: Kimetsu no Yaiba                                                                      | Koyoharu Gotōge                                                                                             | 23/23                                         | Finalizada             | 18 de marzo de 2020      | 5 de enero de 2022       | Shūeisha               |                        |
| Demon Slayer: Kimetsu no Yaiba - Gaiden                                                             | Koyoharu Gotōge Ryouji Hirano                                                                               | 1/1                                           | Finalizada             | 16 de febrero de 2022    | 16 de febrero de 2022    | Shūeisha               |                        |
| Dr. Slump                                                                                           | Akira Toriyama                                                                                              | 18/18                                         | Finalizada             | 11 de noviembre de 2020  | 18 de mayo de 2022       | Shūeisha               |                        |
| Dr. Stone                                                                                           | Riichiro Inagaki (Guion) Boichi (Dibujo)                                                                    | 27/27                                         | Finalizada             | 12 de junio de 2019      | 27 de noviembre de 2024  | Shūeisha               |                        |
| Dragon Ball                                                                                         | Akira Toriyama                                                                                              | 42/42                                         | Finalizada             | 29 de abril de 2015      | 3 de octubre de 2018     | Shūeisha               |                        |
| Dragon Ball (Edición Kanzenban)                                                                     | Akira Toriyama                                                                                              | 34/34                                         | Finalizada             | 23 de octubre de 2019    | 5 de mayo de 2021        | Shūeisha               |                        |
| Dragon Ball Super                                                                                   | Akira Toriyama (Guion) Toyotaro (Dibujo)                                                                    | 17/18~                                        | Cuatrimestral          | 21 de noviembre de 2018  | En publicación           | Shūeisha               |                        |
| Dragon Quest: Las Aventuras de Fly                                                                  | Riku Sanjo (Guion) Kōji Inada (Dibujo)                                                                      | 3/25                                          | Mensual                | 4 de junio de 2025       | En publicación           | Shūeisha               |                        |
| Edens Zero                                                                                          | Hiro Mashima                                                                                                | 33/33                                         | Finalizada             | 12 de febrero de 2020    | 18 de junio de 2025      | Kōdansha               |                        |
| Fairy Tail                                                                                          | Hiro Mashima                                                                                                | 63/63                                         | Finalizada             | 5 de noviembre de 2014   | 8 de enero de 2019       | Kōdansha               |                        |
| Fairy Tail: 100 Years Quest                                                                         | Hiro Mashima (Guion) Atsuo Ueda (Dibujo)                                                                    | 9/11~                                         | Bimestral              | 25 de noviembre de 2020  | En publicación           | Kōdansha               |                        |
| Fate Stay Night                                                                                     | Type-Moon (Guion) Datto Nishiwaki (Dibujo)                                                                  | 20/20                                         | Finalizada             | 19 de diciembre de 2018  | 9 de septiembre de 2020  | Kadokawa Shōten        |                        |
| Fire Force                                                                                          | Atsushi Ōkubo                                                                                               | 34/34                                         | Finalizada             | 20 de junio de 2018      | 15 de marzo de 2023      | Kodansha               |                        |
| Fire Punch                                                                                          | Tatsuki Fujimoto                                                                                            | 8/8                                           | Finalizada             | 24 de octubre de 2018    | 16 de diciembre de 2019  | Shūeisha               |                        |
| Food Wars! Shokugeki no Soma                                                                        | Yūto Tsukuda (Guion) Shun Saeki (Dibujo)                                                                    | 36/36                                         | Finalizada             | 1 de noviembre de 2017   | 16 de diciembre de 2020  | Shūeisha               |                        |
| Frieren: Más allá del fin del viaje                                                                 | Kanehito Yamada (Guion) Tsukasa Abe (Dibujo)                                                                | 13/14~                                        | Bimestral              | 18 de mayo de 2022       | En publicación           | Shōgakukan             |                        |
| Fullmetal Alchemist                                                                                 | Hiromu Arakawa                                                                                              | 27/27                                         | Finalizada             | 25 de noviembre de 2015  | 17 de enero de 2018      | Square Enix            |                        |
| Gokurakugai: Paradise District                                                                      | Yuto Sano                                                                                                   | 3/4~                                          | Bimestral              | 12 de febrero de 2025    | En publicación           | Shūeisha               |                        |
| Granblue Fantasy                                                                                    | Makoto Fuugetsu (Guion) cocho (Dibujo)                                                                      | 7/7                                           | Finalizada             | 5 de febrero de 2020     | 7 de abril de 2021       | Cycomics               |                        |
| Haikyu!!                                                                                            | Haruichi Furudate                                                                                           | 15/15                                         | Finalizada             | 29 de junio de 2022      | 11 de diciembre de 2024  | Shūeisha               |                        |
| Hanako-kun y los misterios de la Academia Kamome                                                    | Aidairo | 22/24~                                        | Mensual                | 14 de abril de 2021      | En publicación           | Square Enix            |                        |
| Hell's Paradise                                                                                     | Yuji Kaku                                                                                                   | 13/13                                         | Finalizada             | 16 de junio de 2021      | 18 de enero de 2023      | Shūeisha               |                        |
| High School DxD                                                                                     | Ichiei Ishibumi (Guion) Hiroji Mishima (Dibujo) Miyama-Zero (Diseño de personajes)                          | 11/11                                         | Finalizada             | 28 de octubre de 2015    | 28 de noviembre de 2018  | Fujimi Shobo           |                        |
| Highschool of the Dead                                                                              | Daisuke Sato (Guion) Shōji Sato (Dibujo)                                                                    | 7/7 (inconcluso por la muerte de su escritor) | Finalizada             | 21 de mayo de 2014       | 19 de noviembre de 2014  | Fujimi Shobo           |                        |
| Highschool of the Dead (Full Color)                                                                 | Daisuke Sato (Guion) Shōji Sato (Dibujo)                                                                    | 7/7                                           | Finalizada             | 16 de septiembre de 2015 | 3 de marzo de 2016       | Fujimi Shobo           |                        |
| Highschool of the Head                                                                              | Daisuke Sato (Guion) Sankakuhead (Dibujo)                                                                   | 1/1                                           | Finalizada             | 16 de septiembre de 2015 | 16 de septiembre de 2015 | Fujimi Shobo           |                        |
| Hunter x Hunter                                                                                     | Yoshihiro Togashi                                                                                           | 38/38~                                        | Sin periodicidad       | 17 de enero de 2018      | En publicación           | Shūeisha               |                        |
| Inspector Akane Tsunemori                                                                           | Hikaru Miyoshi                                                                                              | 6/6                                           | Bimestral              | 4 de diciembre de 2019   | 28 de octubre de 2020    | Shūeisha               |                        |
| InuYasha (Edición Wideban)                                                                          | Rumiko Takahashi                                                                                            | 30/30                                         | Finalizada             | 15 de agosto de 2018     | 21 de abril de 2021      | Shōgakukan             |                        |
| Jaco: El Patrullero Galáctico                                                                       | Akira Toriyama                                                                                              | 1/1                                           | Finalizada             | 2 de diciembre de 2020   | 2 de diciembre de 2020   | Shūeisha               |                        |
| JoJo's Bizarre Adventure (Edición Bunkoban)                                                         | Hirohiko Araki                                                                                              | 44/50                                         | Mensual                | 18 de julio de 2018      | En publicación           | Shūeisha               |                        |
| Jujutsu Kaisen                                                                                      | Gege Akutami                                                                                                | 30/30                                         | Finalizada             | 9 de septiembre de 2020  | 23 de julio de 2025      | Shūeisha               |                        |
| Jujutsu Kaisen Fanbook                                                                              | Gege Akutami                                                                                                | 0/1                                           | Único                  | Marzo de 2022            | Marzo de 2022            | Shūeisha               |                        |
| Kagurabachi                                                                                         | Takeru Hokazono                                                                                             | 2/8                                           | Mensual                | 28 de mayo de 2025       | En publicación           | Shūeisha               |                        |
| Kaiju No. 8                                                                                         | Naoya Matsumoto                                                                                             | 14/15                                         | Bimestral              | 13 de abril de 2022      | En publicación           | Shūeisha               |                        |
| Kajika                                                                                              | Akira Toriyama                                                                                              | 1/1                                           | Finalizada             | 8 de julio de 2020       | 8 de julio de 2020       | Shūeisha               |                        |
| Kanata no Astra                                                                                     | Kenta Shinohara                                                                                             | 5/5                                           | Finalizada             | 1 de abril de 2020       | 9 de diciembre de 2020   | Shūeisha               |                        |
| Kanojo mo Kanojo: Girlfriend, Girlfriend                                                            | Hiroyuki | 1/9~                                          | Bimestral              | 29 de junio de 2022      | En publicación           | Kōdansha               |                        |
| Katekyō Hitman Reborn!                                                                              | Akira Amano                                                                                                 | 42/42                                         | Finalizada             | 13 de julio de 2016      | 4 de diciembre de 2019   | Shūeisha               |                        |
| Katsura / Akira                                                                                     | Akira Toriyama (Guion) Masakazu Katsura (Dibujo)                                                            | 1/1                                           | Finalizada             | 3 de marzo de 2021       | 3 de marzo de 2021       | Shūeisha               |                        |
| Kingdom Hearts                                                                                      | Shiro Amano                                                                                                 | 4/4                                           | Finalizada             | 12 de diciembre de 2018  | 27 de marzo de 2019      | Square Enix            |                        |
| Komi-san Can't Communicate                                                                          | Tomohito Oda                                                                                                | 34/37                                         | Mensual                | 20 de abril de 2022      | En publicación           | Shōgakukan             |                        |
| Kuroko no Basket                                                                                    | Tadatoshi Fujimaki                                                                                          | 30/30                                         | Finalizada             | 28 de febrero de 2018    | 16 de septiembre de 2020 | Shūeisha               |                        |
| Las Quintillizas                                                                                    | Negi Haruba                                                                                                 | 14/14                                         | Finalizada             | 18 de diciembre de 2019  | 9 de febrero de 2022     | Kōdansha               |                        |
| La Vez Que Reencarne En Un Slime (Manga)                                                            | Taiki Kawakami (Guion) Fuse (Dibujo)                                                                        | 28/29                                         | Mensual                | 8 de febrero de 2023     | En publicación           | Kōdansha               |                        |
| Love Hina                                                                                           | Ken Akamatsu                                                                                                | 7/7                                           | Finalizada             | 24 de abril de 2019      | 24 de junio de 2020      | Kōdansha               |                        |
| Magi: The Labyrinth of Magic                                                                        | Shinobu Ohtaka                                                                                              | 37/37                                         | Finalizada             | 15 de febrero de 2017    | 19 de febrero de 2020    | Shogakukan             |                        |
| Magilumiere Co. Ltd.                                                                                | Sekka Iwata (Guion) Yu Aoki (Dibujo)                                                                        | 6/17                                          | Mensual                | 8 de enero de 2025       | En publicación           | Shūeisha               |                        |
| MAO                                                                                                 | Rumiko Takahashi                                                                                            | 7/12~                                         | Bimestral              | 16 de junio de 2021      | En publicación           | Shogakukan             |                        |
| Marry Grave                                                                                         | Hidenori Yamaji                                                                                             | 5/5                                           | Finalizada             | 1 de julio de 2020       | 25 de noviembre de 2020  | Shogakukan             |                        |
| Mashle: Magia y Músculo                                                                             | Hajime Kōmoto                                                                                               | 18/18                                         | Finalizada             | 8 de junio de 2022       | 9 de abril de 2025       | Shūeisha               |                        |
| Mob Psycho 100                                                                                      | One | 16/16                                         | Finalizada             | 25 de septiembre de 2019 | 8 de junio de 2022       | Shōgakukan             |                        |
| My Hero Academia                                                                                    | Kōhei Horikoshi                                                                                             | 42/42                                         | Finalizada             | 21 de septiembre de 2016 | 9 de julio de 2025       | Shūeisha               |                        |
| Vigilante: My Hero Academia Illegals                                                                | Hideyuki Furuhashi (Guion) Betten Court (Dibujo)                                                            | 15/15                                         | Finalizada             | 26 de agosto de 2020     | 18 de enero de 2023      | Shūeisha               |                        |
| Naruto                                                                                              | Masashi Kishimoto                                                                                           | 72/72                                         | Finalizada             | 3 de diciembre de 2014   | 9 de diciembre de 2020   | Shūeisha               |                        |
| Naruto Gaiden: El séptimo hokage y la primavera escarlata                                           | Masashi Kishimoto                                                                                           | 1/1                                           | Finalizada             | 11 de agosto de 2021     | 11 de agosto de 2021     | Shūeisha               |                        |
| Naruto Secretos: Escrituras de la confrontación                                                     | Masashi Kishimoto                                                                                           | 1/1                                           | Finalizada             | 28 de octubre de 2020    | 28 de octubre de 2020    | Shūeisha               |                        |
| Naruto Secretos: Escrituras del soldado                                                             | Masashi Kishimoto                                                                                           | 1/1                                           | Finalizada             | 7 de julio de 2021       | 7 de julio de 2021       | Shūeisha               |                        |
| Naruto Secretos: Escrituras de la lucha                                                             | Masashi Kishimoto                                                                                           | 1/1                                           | Finalizada             | 1 de diciembre de 2021   | 1 de diciembre de 2021   | Shūeisha               |                        |
| Naruto Secretos: Escrituras del pueblo                                                              | Masashi Kishimoto                                                                                           | 1/1                                           | Finalizada             | 11 de mayo de 2022       | 11 de mayo de 2022       | Shūeisha               |                        |
| Naruto: The Last (Novela Ligera)                                                                    | Masashi Kishimoto (Dibujo) Maruo Kyozuka (Guion)                                                            | 1/1                                           | Finalizada             | 18 de noviembre de 2020  | 18 de noviembre de 2020  | Shūeisha               |                        |
| Naruto - La historia secreta de Kakashi: Relámpago en un cielo de hielo (Novela Ligera)             | Masashi Kishimoto (Guion y Dibujo) Akira Higashiyama (Guion)                                                | 1/1                                           | Finalizada             | 7 de abril de 2021       | 7 de abril de 2021       | Shūeisha               |                        |
| Naruto - La Historia Secreta de Konoha: Un día perfecto para casarse (Novela Ligera)                | Masashi Kishimoto (Guion y Dibujo) Sho Hinata (Guion)                                                       | 1/1                                           | Finalizada             | 20 de abril de 2022      | 20 de abril de 2022      | Shūeisha               |                        |
| Naruto - La historia secreta de Shikamaru: Una nube en el silencio de las tinieblas (Novela Ligera) | Masashi Kishimoto (Guion y Dibujo) Takashi Yano (Guion)                                                     | 1/1                                           | Finalizada             | 11 de agosto de 2021     | 11 de agosto de 2021     | Shūeisha               |                        |
| Naruto - La historia secreta de Sakura: Amor en vientos de primavera (Novela Ligera)                | Masashi Kishimoto (Guion y Dibujo) Tomohito Ohsaki (Guion)                                                  | 1/1                                           | Finalizada             | 8 de diciembre de 2021   | 8 de diciembre de 2021   | Shūeisha               |                        |
| Negima! Magister Negi Magi                                                                          | Ken Akamatsu                                                                                                | 19/19                                         | Finalizada             | 6 de febrero de 2019     | 28 de octubre de 2020    | Kōdansha               |                        |
| Nekomajin                                                                                           | Akira Toriyama                                                                                              | 1/1                                           | Finalizada             | 5 de agosto de 2020      | 5 de agosto de 2020      | Shūeisha               |                        |
| Nisekoi                                                                                             | Naoshi Komi                                                                                                 | 25/25                                         | Finalizada             | 22 de junio de 2016      | 14 de noviembre de 2018  | Shūeisha               |                        |
| Noragami                                                                                            | Adachitoka                                                                                                  | 24/24~                                        | Sin periodicidad       | 26 de julio de 2017      | En publicación           | Kōdansha               |                        |
| One Piece                                                                                           | Eiichirō Oda                                                                                                | 111/112~                                      | Mensual                | 25 de febrero de 2015    | En publicación           | Shūeisha               |                        |
| One Piece Red: Grand Characters                                                                     | Eiichirō Oda                                                                                                | 1/1                                           | Finalizada             | 23 de septiembre de 2020 | 23 de septiembre de 2020 | Shūeisha               |                        |
| One Piece Blue: Grand Data File                                                                     | Eiichirō Oda                                                                                                | 1/1                                           | Finalizada             | 20 de enero de 2021      | 20 de enero de 2021      | Shūeisha               |                        |
| One Piece Yellow: Grand Elements                                                                    | Eiichirō Oda                                                                                                | 1/1                                           | Finalizada             | 16 de junio de 2021      | 16 de junio de 2021      | Shūeisha               |                        |
| One Piece Green: Secret Pieces                                                                      | Eiichirō Oda                                                                                                | 1/1                                           | Finalizada             | 13 de octubre de 2021    | 13 de octubre de 2021    | Shūeisha               |                        |
| One Piece Blue Deep: Characters World                                                               | Eiichirō Oda                                                                                                | 1/1                                           | Finalizada             | 6 de abril de 2022       | 6 de abril de 2022       | Shūeisha               |                        |
| One Week Friends                                                                                    | Matcha Hazuki                                                                                               | 7/7                                           | Finalizada             | 26 de octubre de 2016    | 5 de julio de 2017       | Square Enix            |                        |
| Pandora Hearts                                                                                      | Jun Mochizuki                                                                                               | 13/24                                         | Mensual                | 9 de junio de 2021       | En publicación           | Square Enix            |                        |
| Platinum End                                                                                        | Tsugumi Ōba (Guion) Takeshi Obata (Dibujo)                                                                  | 14/14                                         | Finalizada             | 13 de junio de 2018      | 7 de julio de 2021       | Shūeisha               |                        |
| Plunderer                                                                                           | Suu Minazuki                                                                                                | 18/20~                                        | Bimestral              | 30 de enero de 2019      | En publicación           | Kadokawa Shōten        |                        |
| Radiant                                                                                             | Tony Valente                                                                                                | 14/15~                                        | Bimestral              | 22 de mayo de 2019       | En publicación           | Ankama                 |                        |
| Ranma ½                                                                                             | Rumiko Takahashi                                                                                            | 38/38                                         | Finalizada             | 1 de marzo de 2017       | 1 de abril de 2020       | Shōgakukan             |                        |
| Rent-A-Girlfriend                                                                                   | Reiji Miyajima                                                                                              | 12/26~                                        | Mensual                | 23 de junio de 2021      | En publicación           | Kōdansha               |                        |
| Resident Evil -Marhawa Desire-                                                                      | Capcom (Guion) Naoki Serizawa (Dibujo)                                                                      | 5/5                                           | Finalizada             | 28 de octubre de 2015    | 24 de febrero de 2016    | Akita Shoten           |                        |
| Rin-ne                                                                                              | Rumiko Takahashi                                                                                            | 40/40                                         | Finalizada             | 18 de enero de 2017      | 17 de junio de 2020      | Shōgakukan             |                        |
| Rock Lee: La Primavera de una Juventud Ninja                                                        | Kenji Taira                                                                                                 | 7/7                                           | Finalizada             | 15 de julio de 2020      | 18 de agosto de 2021     | Shūeisha               |                        |
| Rosario + Vampire                                                                                   | Akihisa Ikeda                                                                                               | 10/10                                         | Finalizada             | 8 de febrero de 2017     | 8 de agosto de 2018      | Shūeisha               |                        |
| Rosario + Vampire Season II                                                                         | Akihisa Ikeda                                                                                               | 11/14                                         | Bimestral              | 2 de septiembre de 2020  | En publicación           | Shūeisha               |                        |
| Ruri Dragon                                                                                         | Masaoki Shindō                                                                                              | 1/3~                                          | Mensual                | 18 de junio de 2025      | En publicación           | Shūeisha               |                        |
| Ruroni Kenshin (Edición Kanzenban)                                                                  | Nobuhiro Watsuki                                                                                            | 14/22                                         | Finalizada             | 19 de febrero de 2020    | 19 de julio de 2023      | Shūeisha               |                        |
| Saint Seiya (Edición Kanzenban)                                                                     | Masami Kurumada                                                                                             | 22/22                                         | Finalizada             | 15 de agosto de 2018     | 22 de julio de 2020      | Shūeisha               |                        |
| Saint Seiya: The Lost Canvas                                                                        | Shiori Teshirogi                                                                                            | 25/25                                         | Finalizada             | 24 de abril de 2014      | 3 de marzo de 2016       | Akita Shoten           |                        |
| Saint Seiya: The Lost Canvas - Gaiden                                                               | Shiori Teshirogi                                                                                            | 16/16                                         | Finalizada             | 15 de marzo de 2017      | 27 de junio de 2018      | Akita Shoten           |                        |
| Saint Seiya Saintia Sho                                                                             | Chimaki Kuori                                                                                               | 15/15~                                        | Sin periodicidad       | 6 de febrero de 2019     | En publicación           | Akita Shoten           |                        |
| Sakamoto Days                                                                                       | Yuto Suzuki                                                                                                 | 19/22                                         | Bimestral              | 23 de marzo de 2023      | En publicación           | Shūeisha               |                        |
| Samurai 7                                                                                           | Akira Kurosawa (Guion) Mizutaka Suhou (Dibujo)                                                              | 2/2                                           | Finalizada             | 24 de agosto de 2016     | 28 de septiembre de 2016 | Kōdansha               |                        |
| Sand Land                                                                                           | Akira Toriyama                                                                                              | 1/1                                           | Finalizada             | 14 de octubre de 2020    | 14 de octubre de 2020    | Shūeisha               |                        |
| Seraph of the End                                                                                   | Takaya Kagami (Guion) Yamato Yamamoto (Dibujo)                                                              | 25/26~                                        | Sin periodicidad       | 1 de noviembre de 2017   | En publicación           | Shūeisha               |                        |
| Shaman King (Edición 2 en 1)                                                                        | Hiroyuki Takei                                                                                              | 17/17                                         | Finalizada             | 28 de octubre de 2020    | 13 de abril de 2022      | Kōdansha               |                        |
| Shangri-La Frontier                                                                                 | Rina Kata (Guion) Ryosuke Fuji (Dibujo)                                                                     | 1/5~                                          | Bimestral              | 8 de junio de 2022       | En publicación           | Kōdansha               |                        |
| Slam Dunk (Edición Kanzenban)                                                                       | Takehiko Inoue                                                                                              | 20/24                                         | Mensual                | 13 de febrero de 2019    | En publicación           | Shūeisha               |                        |
| Sora no Otoshimono                                                                                  | Suu Minazuki                                                                                                | 20/20                                         | Finalizada             | 8 de marzo de 2017       | 10 de octubre de 2018    | Kadokawa Shoten        |                        |
| Soul Eater                                                                                          | Atsushi Okubo                                                                                               | 25/25                                         | Finalizada             | 18 de octubre de 2017    | 16 de octubre de 2019    | Square Enix            |                        |
| Spy × Family                                                                                        | Tatsuya Endō                                                                                                | 14/15~                                        | Bimestral              | 10 de febrero de 2021    | En publicación           | Shūeisha               |                        |
| Star Wars: Lost Stars                                                                               | Claudia Gray (Guion) Yusaku Komiyama (Dibujo)                                                               | 3/3                                           | Finalizada             | 15 de mayo de 2019       | 10 de junio de 2020      | Line Corporation       |                        |
| Star Wars Manga: Una Nueva Esperanza                                                                | George Lucas (Guion) Hisao Tamaki (Dibujo)                                                                  | 4/4                                           | Finalizada             | 20 de diciembre de 2017  | 7 de marzo de 2018       | Dark Horse Comics      |                        |
| Star Wars Manga: El Imperio Contraataca                                                             | George Lucas (Guion) Toshiki Kudo (Dibujo)                                                                  | 4/4                                           | Finalizada             | 18 de julio de 2018      | 3 de octubre de 2018     | Dark Horse Comics      |                        |
| Star Wars Manga: El Regreso del Jedi                                                                | George Lucas (Guion) Shin-Ichi Hiromoto (Dibujo)                                                            | 4/4                                           | Finalizada             | 9 de enero de 2019       | 3 de abril de 2019       | Dark Horse Comics      |                        |
| Star Wars - The High Republic: Al filo del balance                                                  | Shima Shinya (Guion) Justina Ireland (Guion) Mizuki Sakakibara (Dibujo)                                     | 1/2~                                          | Bimestral              | 22 de diciembre de 2021  | En publicación           | VIZ Media              |                        |
| Sword Art Online (Novela Ligera)                                                                    | Reki Kawahara (Guion) Abec (Dibujo)                                                                         | 4/26~                                         | Cuatrimestral          | 30 de junio de 2021      | En publicación           | ASCII Media Works      |                        |
| Sword Art Online: Aincrad                                                                           | Reki Kawahara (Guion) Tamako Nakamura (Dibujo) Abec (Diseño de personajes)                                  | 2/2                                           | Finalizada             | 5 de noviembre de 2014   | 26 de noviembre de 2014  | ASCII Media Works      |                        |
| Sword Art Online: Fairy Dance                                                                       | Reki Kawahara (Guion) Tsubasa Hazuki (Dibujo) Abec (Diseño de personajes)                                   | 3/3                                           | Finalizada             | 19 de agosto de 2015     | 14 de octubre de 2015    | ASCII Media Works      |                        |
| Sword Art Online: Phantom Bullet                                                                    | Reki Kawahara (Guion) Koutarou Yamada (Dibujo) Abec (Diseño de personajes)                                  | 3/4                                           | Sin periodicidad       | 22 de junio de 2016      | En publicación           | ASCII Media Works      |                        |
| Sword Art Online: Calibur                                                                           | Reki Kawahara (Guion) Shii Kiya (Dibujo) Abec (Diseño de personajes)                                        | 1/1                                           | Finalizada             | 30 de mayo de 2018       | 30 de mayo de 2018       | ASCII Media Works      |                        |
| Sword Art Online: Mother´s Rosary                                                                   | Reki Kawahara (Guion) Tsubasa Hazuki (Dibujo) Abec (Diseño de personajes)                                   | 3/3                                           | Finalizada             | 1 de agosto de 2018      | 28 de noviembre de 2018  | ASCII Media Works      |                        |
| Sword Art Online: Girls Operations                                                                  | Reki Kawahara (Guion) Neko Nekobyou (Dibujo) Abec (Diseño de personajes)                                    | 8/8                                           | Finalizada             | 18 de septiembre de 2019 | 26 de enero de 2022      | ASCII Media Works      |                        |
| Sword Art Online: Progressive                                                                       | Reki Kawahara (Guion) Kiseki Himura (Dibujo) Abec (Diseño de personajes)                                    | 7/7                                           | Finalizada             | 23 de junio de 2021      | 29 de junio de 2022      | ASCII Media Works      |                        |
| Takagi: La Maestra de las Bromas                                                                    | Sōichirō Yamamoto                                                                                           | 17/17~                                        | Sin periodicidad       | 28 de agosto de 2019     | En publicación           | Shōgakukan             |                        |
| Tenku Shinpan: Invasión en las Alturas                                                              | Tsuina Miura (Guion) Takahiro Oba (Dibujo)                                                                  | 17/21                                         | Mensual                | 22 de enero de 2020      | En publicación           | Kōdansha               |                        |
| The Ancient Magus Bride                                                                             | Kore Yamazaki                                                                                               | 16/17~                                        | Sin periodicidad       | 17 de julio de 2019      | En publicación           | Mag Garden             |                        |
| The Legend of Zelda (Perfect Edition)                                                               | Akira Himekawa                                                                                              | 5/5                                           | Finalizada             | 13 de diciembre de 2017  | 15 de agosto de 2018     | Shogakukan             |                        |
| The Legend of Zelda: A Link to the Past                                                             | Shōtarō Ishinomori                                                                                          | 1/1                                           | Finalizada             | 1 de diciembre de 2021   | 1 de diciembre de 2021   | Shogakukan             |                        |
| The Promised Neverland                                                                              | Kaiu Shirai (Guion) Posuka Demizu (Dibujo)                                                                  | 20/20                                         | Finalizada             | 22 de mayo de 2019       | 10 de octubre de 2022    | Shūeisha               |                        |
| The Seven Deadly Sins                                                                               | Nakaba Suzuki                                                                                               | 41/41                                         | Finalizada             | 24 de mayo de 2017       | 1 de septiembre de 2021  | Kōdansha               |                        |
| Tokyo Revengers                                                                                     | Ken Wakui                                                                                                   | 6/27~                                         | Mensual                | 23 de febrero de 2022    | En publicación           | Kōdansha               |                        |
| To Love-Ru                                                                                          | Saki Hasemi (Guion) Kentaro Yabuki (Dibujo)                                                                 | 18/18                                         | Finalizada             | 24 de enero de 2018      | 26 de junio de 2019      | Shūeisha               |                        |
| To Love-Ru Darkness                                                                                 | Saki Hasemi (Guion) Kentaro Yabuki (Dibujo)                                                                 | 10/18                                         | Mensual                | 3 de marzo de 2021       | En publicación           | Shūeisha               |                        |
| Tower of God                                                                                        | SIU | 5/8~                                          | Mensual                | 26 de enero de 2022      | En publicación           | Naver                  |                        |
| To Your Eternity                                                                                    | Yoshitoki Ooima                                                                                             | 15/17~                                        | Bimestral              | 22 de enero de 2020      | En publicación           | Kōdansha               |                        |
| Twin Star Exorcists                                                                                 | Yoshiaki Sukeno                                                                                             | 26/27~                                        | Bimestral              | 21 de junio de 2017      | En publicación           | Shūeisha               |                        |
| Ultramarine Magmell                                                                                 | Dainenbyō                                                                                                   | 7/8~                                          | Bimestral              | 27 de noviembre de 2019  | En publicación           | Shūeisha               |                        |
| Undead Unluck                                                                                       | Yoshifumi Tozuka                                                                                            | 24/27                                         | Bimestral              | 1 de febrero de 2023     | En publicación           | Shūeisha               |                        |
| Wanted! Recopilación de historias cortas                                                            | Eiichirō Oda                                                                                                | 1/1                                           | Finalizada             | 8 de septiembre de 2021  | 8 de septiembre de 2021  | Shūeisha               |                        |
| Warcraft Leyendas                                                                                   | Knaak (Guion) Jolley (Guion) Lewter (Guion) Willman Kim (Dibujo) No (Dibujo) Kim (Dibujo) Olivares (Dibujo) | 5/5                                           | Finalizada             | 29 de agosto de 2018     | 19 de diciembre de 2018  | Tokyopop               |                        |
| Warcraft: Fuente del Sol                                                                            | Knaak (Guion) Kim (Dibujo)                                                                                  | 3/3                                           | Finalizada             | 27 de febrero de 2019    | 24 de abril de 2019      | Tokyopop               |                        |
| World of Warcraft: El Caballero de la Muerte                                                        | Dan Jolley (Guion) Rocio Zucchi (Dibujo)                                                                    | 1/1                                           | Finalizada             | 29 de mayo de 2019       | 29 de mayo de 2019       | Tokyopop               |                        |
| World of Warcraft: Mago                                                                             | Richard A. Knaak (Guion) Ryo Kawakami (Dibujo)                                                              | 1/1                                           | Finalizada             | 26 de junio de 2019      | 26 de junio de 2019      | Tokyopop               |                        |
| World of Warcraft: Chamán                                                                           | Paul Benjamin (Guion) Rocio Zucchi (Dibujo)                                                                 | 1/1                                           | Finalizada             | 24 de julio de 2019      | 24 de julio de 2019      | Tokyopop               |                        |
| World of Warcraft: Ala Sombra                                                                       | Richard A. Knaak (Guion) Kim Jae-Hwan (Dibujo)                                                              | 2/2                                           | Finalizada             | 4 de septiembre de 2019  | 25 de septiembre de 2019 | Tokyopop               |                        |
| We Never Learn                                                                                      | Taishi Tsutsui                                                                                              | 16/21                                         | Mensual                | 4 de noviembre de 2020   | En publicación           | Shūeisha               |                        |
| Wind Breaker                                                                                        | Satoru Nii                                                                                                  | 18/22~                                        | Bimestral              | 7 de diciembre de 2022   | En publicación           | Kodansha               |                        |
| Yomi no Tsugai: Duo del Inframundo                                                                  | Hiromu Arakawa                                                                                              | 8/10~                                         | Bimestral              | 25 de octubre de 2023    | En publicación           | Square Enix            |                        |
| Your Lie in April                                                                                   | Naoshi Arakawa                                                                                              | 11/11                                         | Finalizada             | 11 de abril de 2018      | 18 de diciembre de 2019  | Kodansha               |                        |
| Yu-Gi-Oh! (Edición Bunkoban)                                                                        | Kazuki Takahashi                                                                                            | 22/22                                         | Finalizada             | 16 de septiembre de 2020 | 1 de septiembre de 2023  | Shūeisha               |                        |
| Yuna de la posada Yuragi                                                                            | Tadahiro Miura                                                                                              | 18/24                                         | Mensual                | 30 de octubre de 2019    | En publicación           | Shūeisha               |                        |
| Yu Yu Hakusho (Edición Kanzenban)                                                                   | Yoshihiro Togashi                                                                                           | 15/15                                         | Finalizada             | 29 de enero de 2020      | 19 de octubre de 2022    | Shūeisha               |                        |

#### Shōjo
| Lista de publicaciones            | Lista de publicaciones                      | Lista de publicaciones | Lista de publicaciones | Lista de publicaciones   | Lista de publicaciones   | Lista de publicaciones | Lista de publicaciones |
| Título                            | Autor                                       | Volúmenes Publicados   | Periodicidad           | Inicio de publicación    | Fin de publicación       | Editorial de origen    |                        |
| --------------------------------- | ------------------------------------------- | ---------------------- | ---------------------- | ------------------------ | ------------------------ | ---------------------- | ---------------------- |
| ¡Maid Sama!                       | Hiro Fujiwara                               | 18/18                  | Finalizada             | 4 de agosto de 2014      | 23 de marzo de 2016      | Hakusensha             |                        |
| Akatsuki no Yona (Edición 3 en 1) | Mizuho Kusanagi                             | 9/13~                  | Bimestral              | 3 de abril de 2024       | En publicación           | Hakusensha             |                        |
| Alice 19th                        | Yū Watase                                   | 7/7                    | Finalizada             | 8 de julio de 2015       | 16 de diciembre de 2015  | Shōgakukan             |                        |
| Aoha Raido                        | Io Sakisaka                                 | 13/13                  | Finalizada             | 27 de abril de 2016      | 26 de julio de 2017      | Shūeisha               |                        |
| Banana Fish                       | Akimi Yoshida                               | 10/10                  | Finalizada             | 22 de julio de 2020      | 23 de febrero de 2022    | Shogakukan             |                        |
| Black Bird                        | Kanoko Sakurakoji                           | 18/18                  | Finalizada             | 18 de enero de 2017      | 21 de noviembre de 2018  | Shogakukan             |                        |
| Bloom Into You                    | Nio Nakatani                                | 8/8                    | Finalizada             | 21 de julio de 2021      | 16 de febrero de 2022    | ASCII Media Works      |                        |
| Disney: La Bella y la Bestia      | Mallory Reaves (Guion) Studio Dice (Dibujo) | 2/2                    | Finalizada             | 26 de septiembre de 2018 | 31 de octubre de 2018    | Disney                 |                        |
| Fruits Basket                     | Natsuki Takaya                              | 12/12                  | Finalizada             | 11 de marzo de 2020      | 16 de febrero de 2022    | Hakusensha             |                        |
| FuriFura: Amores y Desengaños     | Io Sakisaka                                 | 12/12                  | Finalizada             | 1 de mayo de 2019        | 26 de mayo de 2021       | Shūeisha               |                        |
| Junjo Romantica                   | Shungiku Nakamura                           | 12/24~                 | Sin periodicidad       | 24 de octubre de 2018    | En publicación           | Kadokawa Shōten        |                        |
| Kamisama Kiss                     | Julietta Suzuki                             | 15/25                  | Mensual                | 10 de abril de 2024      | En publicación           | Hakusensha             |                        |
| Kimi ni Todoke: Junto a ti        | Karuho Shiina                               | 30/30                  | Finalizada             | 8 de junio de 2016       | 24 de julio de 2019      | Shūeisha               |                        |
| Kimi ga Koi ni Oboreru            | Hinako Takanaga                             | 3/3                    | Finalizada             | 18 de abril de 2018      | 15 de agosto de 2018     | Kadokawa Shōten        |                        |
| Kimi ga Koi ni Ochiru             | Hinako Takanaga                             | 1/1                    | Finalizada             | 21 de febrero de 2018    | 21 de febrero de 2018    | Kadokawa Shōten        |                        |
| La Rosa y la Bestia               | Miwako Sugiyama                             | 10/10                  | Finalizada             | 18 de septiembre de 2019 | 23 de junio de 2021      | Shōgakukan             |                        |
| Lovely Complex                    | Aya Nakahara                                | 14/17                  | Mensual                | 19 de agosto de 2020     | En publicación           | Shūeisha               |                        |
| My Little Monster                 | Robico                                      | 13/13                  | Finalizada             | 14 de marzo de 2018      | 11 de marzo de 2020      | Kōdansha               |                        |
| Mi Feliz Matrimonio (Manga)       | Akumi Agitogi (Guion) Rito Kohsaka (Dibujo) | 4/5~                   | Bimestral              | 18 de diciembre de 2024  | En publicación           | Square Enix            |                        |
| Nana                              | Ai Yazawa                                   | 2/21                   | Mensual                | 25 de mayo de 2022       | En publicación           | Shūeisha               |                        |
| Orange                            | Ichigo Takano                               | 5/5                    | Finalizada             | 9 de marzo de 2017       | 8 de noviembre de 2017   | Shueisha → Futabasha   |                        |
| Orange #6                         | Ichigo Takano                               | 1/1                    | Finalizada             | 5 de junio de 2019       | 5 de junio de 2019       | Shueisha → Futabasha   |                        |
| Ore Monogatari!!                  | Kazune Kawahara (Guion) Aruko (Dibujo)      | 13/13                  | Finalizada             | 6 de septiembre de 2017  | 18 de septiembre de 2019 | Shūeisha               |                        |
| Ouran High School Host Club       | Bisco Hatori                                | 18/18                  | Finalizada             | 4 de junio de 2014       | 25 de noviembre de 2015  | Hakusensha             |                        |
| Psychic Detective Yakumo          | Manabu Kaminaga                             | 14/14                  | Finalizada             | 19 de agosto de 2015     | 8 de febrero de 2017     | Kadokawa               |                        |
| Sailor Moon                       | Naoko Takeuchi                              | 12/12                  | Finalizada             | 9 de septiembre de 2015  | 12 de octubre de 2016    | Kōdansha               |                        |
| Sailor Moon: Short Stories        | Naoko Takeuchi                              | 2/2                    | Finalizada             | 22 de febrero de 2017    | 22 de marzo de 2017      | Kōdansha               |                        |
| Codename: Sailor V                | Naoko Takeuchi                              | 2/2                    | Finalizada             | 26 de abril de 2017      | 31 de mayo de 2017       | Kōdansha               |                        |
| Strobe Edge                       | Io Sakisaka                                 | 10/10                  | Finalizada             | 3 de mayo de 2017        | 7 de noviembre de 2018   | Shueisha               |                        |
| Tokyo Babylon                     | CLAMP                                       | 7/7                    | Finalizada             | 7 de agosto de 2024      | 26 de febrero de 2025    | Shinshokan             |                        |
| Vampire Knight                    | Matsuri Hino                                | 19/19                  | Finalizada             | 24 de mayo de 2014       | 10 de diciembre de 2015  | Hakusensha             |                        |
| Vampire Knight Memories           | Matsuri Hino                                | 7/7~                   | Sin periodicidad       | 31 de julio de 2019      | En publicación           | Hakusensha             |                        |
| X (Manga)                         | CLAMP                                       | 10/18                  | Mensual                | 28 de agosto de 2024     | En publicación           | Kadokawa Shoten        |                        |

#### Seinen
| Lista de publicaciones                                       | Lista de publicaciones                                                                                | Lista de publicaciones | Lista de publicaciones | Lista de publicaciones   | Lista de publicaciones   | Lista de publicaciones | Lista de publicaciones |
| Título                                                       | Autor                                                                                                 | Volúmenes Publicados   | Periodicidad           | Inicio de publicación    | Fin de publicación       | Editorial de origen    |                        |
| ------------------------------------------------------------ | --- | ---------------------- | ---------------------- | ------------------------ | ------------------------ | ---------------------- | ---------------------- |
| 20th Century Boys                                            | Naoki Urasawa                                                                                         | 22/22                  | Finalizada             | 11 de marzo de 2015      | 7 de diciembre de 2016   | Shōgakukan             |                        |
| 21st Century Boys                                            | Naoki Urasawa                                                                                         | 2/2                    | Finalizada             | 22 de febrero de 2017    | 26 de abril de 2017      | Shōgakukan             |                        |
| Ajin                                                         | Gamon Sakurai (Dibujo: tomo 1) (Guion y Dibujo: tomo 2 en adelante) Tsuina Miura (Guion: solo tomo 1) | 17/17                  | Finalizada             | 14 de septiembre de 2016 | 8 de septiembre de 2021  | Kodansha               |                        |
| Akira                                                        | Katsuhiro Otomo                                                                                       | 6/6                    | Finalizada             | 16 de mayo de 2018       | 11 de septiembre de 2019 | Kodansha               |                        |
| All You Need Is Kill                                         | Ryōsuke Takeuchi (Guion) Takeshi Obata (Dibujo)                                                       | 2/2                    | Finalizada             | 20 de julio de 2016      | 10 de agosto de 2016     | Shueisha               |                        |
| Alma                                                         | Shinji Mito                                                                                           | 4/4                    | Finalizada             | 25 de agosto de 2021     | 24 de noviembre de 2021  | Shūeisha               |                        |
| Assassin's Creed IV: Black Flag                              | Takashi Yano (Guion) Kenji Oiwa (Dibujo)                                                              | 2/2                    | Finalizada             | 1 de junio de 2016       | 29 de junio de 2016      | Shueisha               |                        |
| Atelier of Witch Hat                                         | Kamome Shirahama                                                                                      | 9/9~                   | Sin periodicidad       | 11 de marzo de 2020      | En publicación           | Kodansha               |                        |
| Atom: The Beginning                                          | Makoto Tezuka Masami Yuki (Guion) Tetsuro Kasahara (Dibujo)                                           | 15/16~                 | Sin periodicidad       | 30 de enero de 2019      | En publicación           | Shōgakukan             |                        |
| Berserk                                                      | Kentaro Miura                                                                                         | 40/41~                 | Sin periodicidad       | 1 de octubre de 2014     | En publicación           | Hakusensha             |                        |
| Guía Oficial Berserk                                         | Kentaro Miura                                                                                         | 1/1                    | Único                  | 8 de mayo de 2019        | 8 de mayo de 2019        | Hakusensha             |                        |
| Blade of the Immortal                                        | Hiroaki Samura                                                                                        | 15/15                  | Finalizada             | 28 de marzo de 2018      | 28 de octubre de 2020    | Kodansha               |                        |
| Black Paradox                                                | Junji Ito                                                                                             | 1/1                    | Finalizada             | 2 de septiembre de 2020  | 2 de septiembre de 2020  | Shogakukan             |                        |
| BLAME!                                                       | Tsutomu Nihei                                                                                         | 6/6                    | Finalizada             | 27 de marzo de 2019      | 26 de febrero de 2020    | Kodansha               |                        |
| Blood Lad                                                    | Yuuki Kodama                                                                                          | 17/17                  | Finalizada             | 13 de julio de 2016      | 3 de octubre de 2018     | Kadokawa Shōten        |                        |
| Blue Period                                                  | Tsubasa Yamaguchi                                                                                     | 15/17~                 | Mensual                | 25 de mayo de 2022       | En publicación           | Kōdansha               |                        |
| Billy Bat (2 En 1)                                           | Naoki Urasawa                                                                                         | 4/10                   | Bimestral              | 12 de marzo de 2025      | En publicación           | Kōdansha               |                        |
| Btooom!                                                      | Junya Inoue                                                                                           | 26/26                  | Finalizada             | 6 de diciembre de 2017   | 5 de febrero de 2020     | Shinchōsha             |                        |
| Bungō Stray Dogs                                             | Kafka Asagiri (Guion) Sango Harukawa (Dibujo)                                                         | 21/21~                 | Bimestral              | 24 de enero de 2018      | En publicación           | Kadokawa Shōten        |                        |
| Choujin X                                                    | Sui Ishida                                                                                            | 11/12~                 | Bimestral              | 11 de octubre de 2023    | En publicación           | Shueisha               |                        |
| Crónicas de Guerra: Tanya the Evil                           | Carlo Zen (Guion) Chika Tōjō (Dibujo)                                                                 | 20/24~                 | Bimestral              | 8 de mayo de 2019        | En publicación           | Kadokawa Shōten        |                        |
| Dorohedoro                                                   | Q Hayashida                                                                                           | 23/23                  | Finalizada             | 13 de octubre de 2021    | 3 de septiembre de 2023  | Shogakukan             |                        |
| Dungeon Meshi: Tragones Y Mazmorras                          | Ryōko Kui                                                                                             | 14/14                  | Finalizada             | 7 de febrero de 2024     | 16 de abril de 2025      | Enterbrain             |                        |
| El Marido de mi Hermano                                      | Gengorou Tagame                                                                                       | 4/4                    | Finalizada             | 25 de septiembre de 2019 | 18 de marzo de 2020      | Futabasha              |                        |
| El Verano En Que Hikaru Murió                                | Mokumokuren                                                                                           | 5/7~                   | Sin periodicidad       | 17 de mayo de 2023       | En publicación           | Kadokawa Shōten        |                        |
| Erased: Boku Dake ga Inai Machi                              | Kei Sanbe                                                                                             | 9/9                    | Finalizada             | 10 de julio de 2019      | 2 de diciembre de 2020   | Kadokawa Shōten        |                        |
| Gantz                                                        | Hiroya Oku                                                                                            | 37/37                  | Finalizada             | 16 de septiembre de 2015 | 19 de septiembre de 2018 | Shueisha               |                        |
| Ghost in the Shell                                           | Masamune Shirow                                                                                       | 1/1                    | Finalizada             | 5 de abril de 2017       | 5 de abril de 2017       | Kōdansha               |                        |
| Ghost in the Shell 2: Man-Machine Interface                  | Masamune Shirow                                                                                       | 1/1                    | Finalizada             | 5 de julio de 2017       | 5 de julio de 2017       | Kōdansha               |                        |
| Ghost in the Shell 1.5: Human-Error Processor                | Masamune Shirow                                                                                       | 1/1                    | Finalizada             | 27 de septiembre de 2017 | 27 de septiembre de 2017 | Kōdansha               |                        |
| Gigant                                                       | Hiroya Oku                                                                                            | 10/10                  | Finalizada             | 12 de agosto de 2020     | 22 de junio de 2022      | Shogakukan             |                        |
| Gigantomaquia                                                | Kentaro Miura                                                                                         | 1/1                    | Finalizada             | 24 de julio de 2019      | 24 de julio de 2019      | Hakusensha             |                        |
| Goblin Slayer!                                               | Kumo Kagyu (Guion) Kousuke Kurose (Dibujo) Noboru Kannatuki (Diseño de personajes)                    | 8/12~                  | Bimestral              | 28 de abril de 2021      | En publicación           | Square Enix            |                        |
| Golden Kamuy                                                 | Satoru Noda                                                                                           | 31/31                  | Mensual                | 8 de mayo de 2019        | En publicación           | Shueisha               |                        |
| Gyo                                                          | Junji Ito                                                                                             | 2/2                    | Finalizada             | 26 de septiembre de 2018 | 7 de noviembre de 2018   | Shogakukan             |                        |
| Hideout                                                      | Masasumi Kakizaki                                                                                     | 1/1                    | Finalizada             | 8 de diciembre de 2021   | 8 de diciembre de 2021   | Shogakukan             |                        |
| Hikari no Machi: La ciudad de la luz                         | Inio Asano                                                                                            | 1/1                    | Finalizada             | 18 de mayo de 2022       | 18 de mayo de 2022       | Shogakukan             |                        |
| Home, Sweet Home!                                            | Yu | 4/4                    | Finalizada             | 15 de agosto de 2018     | 20 de febrero de 2019    | Square Enix            |                        |
| I Am a Hero                                                  | Kengo Hanazawa                                                                                        | 22/22                  | Finalizada             | 21 de enero de 2015      | 6 de septiembre de 2017  | Shōgakukan             |                        |
| Initial D (2 en 1)                                           | Shūichi Shigeno                                                                                       | 1/24                   | Bimestral              | 20 de agosto de 2025     | En publicación           | Kodansha               |                        |
| Inuyashiki                                                   | Hiroya Oku                                                                                            | 10/10                  | Finalizada             | 19 de diciembre de 2018  | 1 de julio de 2020       | Kodansha               |                        |
| Isla de Perros                                               | Minetarō Mochizuki                                                                                    | 1/1                    | Finalizada             | 25 de diciembre de 2019  | 25 de diciembre de 2019  | Kodansha               |                        |
| Jagaaan                                                      | Muneyuki Kaneshiro (Guion) Kensuke Nishida (Dibujo)                                                   | 14/14                  | Finalizada             | 9 de octubre de 2019     | 22 de junio de 2022      | Shōgakukan             |                        |
| Junji Ito Masterpiece Collection                             | Junji Ito                                                                                             | 4/11                   | Bimestral              | 4 de diciembre de 2024   | En publicación           | Shōgakukan             |                        |
| Kaguya-Sama: Love is War                                     | Aka Akasaka                                                                                           | 20/26~                 | Mensual                | 2 de septiembre de 2020  | En publicación           | Shūeisha               |                        |
| Kill la Kill                                                 | Kazuki Nakashima (Guion) Ryō Akizuki (Dibujo)                                                         | 3/3                    | Finalizada             | 27 de abril de 2016      | 29 de junio de 2016      | Kadokawa Shōten        |                        |
| Kutei Dragons: Dragones Voladores                            | Taku Kuwabara                                                                                         | 11/12~                 | Bimestral              | 12 de febrero de 2020    | En publicación           | Kōdansha               |                        |
| Knights of Sidonia                                           | Tsutomu Nihei                                                                                         | 15/15                  | Finalizada             | 21 de septiembre de 2016 | 15 de noviembre de 2017  | Kodansha               |                        |
| Little Witch Academia                                        | Yō Yoshinari (Guion) Terio Teri (Dibujo)                                                              | 3/3                    | Finalizada             | 29 de agosto de 2018     | 12 de junio de 2019      | Shūeisha               |                        |
| Lycoris Recoil (Manga)                                       | Spider Lily (Guion) Yasunori Bizen (Dibujo)                                                           | 5/6~                   | Mensual                | 18 de septiembre de 2024 | En publicación           | Media Factory          |                        |
| Lobo Solitario                                               | Kazuo Koike (Guion) Goseki Kojima (Dibujo)                                                            | 28/28                  | Finalizada             | 9 de enero de 2019       | 7 de julio de 2021       | Futabasha              |                        |
| Los Diarios de La Boticaria (Manga)                          | Natsu Hyūga (Guion) Ikki Nanao (Guion) Nekokurage (Dibujo)                                            | 14/15~                 | Mensual                | 7 de febrero de 2024     | En publicación           | Square Enix            |                        |
| Made in Abyss                                                | Akihito Tsukushi                                                                                      | 9/9~                   | Bimestral              | 13 de febrero de 2019    | En publicación           | Takeshobo              |                        |
| Mieruko-chan                                                 | Tomoki Izumi                                                                                          | 8/9                    | Bimestral              | 23 de marzo de 2022      | En publicación           | Kadokawa Shoten        |                        |
| Monster                                                      | Naoki Urasawa                                                                                         | 9/9                    | Finalizada             | 24 de octubre de 2018    | 12 de febrero de 2020    | Shōgakukan             |                        |
| Mujina into the Deep                                         | Inio Asano                                                                                            | 1/4~                   | Bimestral              | 27 de agosto de 2025     | En publicación           | Shogakukan             |                        |
| Mushoku Tensei: Reencarnación desde cero                     | Yuka Fujikawa (Dibujo) Rifujin na Magonote (Guion) Shirotaka (Dibujo)                                 | 4/17~                  | Bimestral              | 22 de junio de 2022      | En publicación           | Media Factory          |                        |
| Neon Genesis Evangelion                                      | Yoshiyuki Sadamoto                                                                                    | 14/14                  | Finalizada             | 13 de julio de 2016      | 9 de agosto de 2017      | Kadokawa Shoten        |                        |
| One-Punch Man                                                | One (Guion) Yūsuke Murata (Dibujo)                                                                    | 24/25~                 | Sin periodicidad       | 1 de junio de 2016       | En publicación           | Shueisha               |                        |
| Origin                                                       | Boichi                                                                                                | 10/10                  | Finalizada             | 22 de enero de 2020      | 27 de octubre de 2021    | Kōdansha               |                        |
| Oshi No Ko: Mi Idol Favorita                                 | Aka Akasaka (Guion) Mengo Yokoyari (Dibujo)                                                           | 11/16                  | Mensual                | 1 de septiembre de 2024  | En publicación           | Shueisha               |                        |
| Overlord (Novela Ligera)                                     | Kugane Maruyama (Guion) so-bin (Dibujo)                                                               | 14/14~                 | Bimestral              | 13 de marzo de 2019      | En publicación           | Kadokawa               |                        |
| Overlord (Manga)                                             | Satoshi Ōshio (Guion) Hugin Miyama (Dibujo)                                                           | 15/16~                 | Bimestral              | 12 de diciembre de 2018  | En publicación           | Kadokawa Shōten        |                        |
| Oyasumi Punpun                                               | Inio Asano                                                                                            | 12/13                  | Bimestral              | 8 de abril de 2020       | En publicación           | Shogakukan             |                        |
| Pluto                                                        | Naoki Urasawa                                                                                         | 8/8                    | Finalizada             | 14 de septiembre de 2022 | 27 de diciembre de 2023  | Shogakukan             |                        |
| Re: ZERO - Capítulo 1: Un día en la Capital Imperial         | Tappei Nagatsuki (Guion) Daichi Matsuse (Dibujo)                                                      | 2/2                    | Finalizada             | 4 de julio de 2018       | 22 de agosto de 2018     | Media Factory          |                        |
| Re: ZERO - Capítulo 2: Una semana en la Mansión              | Tappei Nagatsuki (Guion) Makoto Fūgetsu (Dibujo)                                                      | 5/5                    | Finalizada             | 6 de marzo de 2019       | 6 de noviembre de 2019   | Media Factory          |                        |
| Re: ZERO - Capítulo 3: La Verdad de Zero                     | Tappei Nagatsuki (Guion) Daichi Matsuse (Dibujo)                                                      | 11/11                  | Finalizada             | 1 de abril de 2020       | 9 de marzo de 2022       | Media Factory          |                        |
| Re: ZERO - Capítulo 4: El Santuario y la Bruja de la Codicia | Tappei Nagatsuki (Guion) Daichi Matsuse (Dibujo)                                                      | 1/5~                   | Bimestral              | 18 de mayo de 2022       | En publicación           | Media Factory          |                        |
| Record of Ragnarok                                           | Takumi Fukui (Guion) Shinya Umemura (Guion) Chika Aji (Dibujo)                                        | 18/24                  | Mensual                | 31 de enero de 2024      | En publicación           | Tokuma Shoten          |                        |
| Rooster Fighter                                              | Shū Sakuratani                                                                                        | 2/2~                   | Sin periodicidad       | 25 de agosto de 2021     | En publicación           | Hero's Inc.            |                        |
| RWBY                                                         | Shirow Miwa (Dibujo) Monty Oum (Guion) Rooster Teeth Productions (Guion)                              | 1/1                    | Finalizada             | 19 de mayo de 2021       | 19 de mayo de 2021       | Shueisha               |                        |
| Sakamoto desu ga?                                            | Nami Sano                                                                                             | 4/4                    | Finalizada             | 12 de abril de 2017      | 11 de octubre de 2017    | Enterbrain             |                        |
| Sherlock                                                     | Steven Moffat & Mark Gatiss (Guion) Jay (Dibujo)                                                      | 4/4~                   | Bimestral              | 24 de mayo de 2017       | En publicación           | Kadokawa Shōten        |                        |
| Solanin                                                      | Inio Asano                                                                                            | 2/2                    | Finalizada             | 29 de septiembre de 2021 | 17 de noviembre de 2021  | Shogakukan             |                        |
| Terra Formars                                                | Yū Sasuga (Guion) Kenichi Tachibana (Dibujo)                                                          | 22/22~                 | Bimestral              | 22 de marzo de 2017      | En publicación           | Shueisha               |                        |
| The God´s Lie                                                | Kaori Ozaki                                                                                           | 1/1                    | Finalizada             | 4 de marzo de 2020       | 4 de marzo de 2020       | Kōdansha               |                        |
| Tokyo Ghoul                                                  | Sui Ishida                                                                                            | 14/14                  | Finalizada             | 23 de marzo de 2016      | 26 de abril de 2017      | Shueisha               |                        |
| Tokyo Ghoul: Re                                              | Sui Ishida                                                                                            | 16/16                  | Finalizada             | 28 de junio de 2017      | 8 de enero de 2019       | Shueisha               |                        |
| Ultraman                                                     | Eiichi Shimizu (Guion) Tomohiro Shimoguchi (Dibujo)                                                   | 17/17~                 | Bimestral              | 27 de marzo de 2019      | En publicación           | Shogakukan             |                        |
| Uzumaki                                                      | Junji Ito                                                                                             | 3/3                    | Finalizada             | 11 de octubre de 2017    | 14 de febrero de 2018    | Shogakukan             |                        |
| Vagabond                                                     | Takehiko Inoue                                                                                        | 37/37                  | Finalizada             | 27 de marzo de 2019      | 11 de octubre de 2023    | Kōdansha               |                        |
| Weathering with you                                          | Makoto Shinkai (Guion) Wataru Kubota (Dibujo)                                                         | 3/3                    | Finalizada             | 24 de marzo de 2021      | 28 de julio de 2021      | Kōdansha               |                        |
| Wolf Children                                                | Mamoru Hosoda (Guion) Yu (Dibujo)                                                                     | 3/3                    | Finalizada             | 14 de marzo de 2018      | 11 de julio de 2018      | Kadokawa Shōten        |                        |
| Your Name                                                    | Makoto Shinkai (Guion) Ranmaru Kotone (Dibujo)                                                        | 3/3                    | Finalizada             | 16 de agosto de 2017     | 20 de diciembre de 2017  | Media Factory          |                        |
| Zom 100: Bucket List of The Dead                             | Haro Aso (Guion) Kotaro Takata (Dibujo)                                                               | 9/20                   | Mensual                | 16 de octubre de 2024    | En publicación           | Shogakukan             |                        |

#### Josei
| Lista de publicaciones                         | Lista de publicaciones                | Lista de publicaciones | Lista de publicaciones | Lista de publicaciones  | Lista de publicaciones  | Lista de publicaciones | Lista de publicaciones |
| Título                                         | Autor                                 | Volúmenes Publicados   | Periodicidad           | Inicio de publicación   | Fin de publicación      | Editorial de origen    |                        |
| ---------------------------------------------- | ------------------------------------- | ---------------------- | ---------------------- | ----------------------- | ----------------------- | ---------------------- | ---------------------- |
| Dakaichi: Mi rival más deseado                 | Hashigo Sakurabi                      | 3/8~                   | Bimestral              | 16 de marzo de 2022     | En publicación          | Libre Publishing       |                        |
| Game                                           | Mai Nishikata                         | 4/4~                   | Sin periodicidad       | 14 de agosto de 2019    | En publicación          | Hakusensha             |                        |
| Given                                          | Natsuki Kizu                          | 7/7~                   | Sin periodicidad       | 21 de octubre de 2020   | En publicación          | Shinshokan             |                        |
| Love Stage!!                                   | Eiki Eiki (Guion) Taishi Zaō (Dibujo) | 7/7                    | Finalizada             | 28 de mayo de 2018      | 29 de mayo de 2019      | Kadokawa Shōten        |                        |
| Mr. Villain's Day Off                          | Yuu Morikawa                          | 6/6~                   | Mensual                | 12 de junio de 2024     | En publicación          | Square Enix            |                        |
| Paradise Kiss                                  | Ai Yazawa                             | 5/5                    | Finalizada             | 1 de septiembre de 2021 | 20 de abril de 2022     | Shōdensha              |                        |
| Quiero Tocar Tu Uniforme                       | Yoshimi Touda                         | 2/2                    | Finalizada             | 17 de noviembre de 2021 | 15 de diciembre de 2021 | Shogakukan             |                        |
| Wotakoi: Qué difícil es el amor para los Otaku | Fujita                                | 11/11                  | Finalizada             | 20 de marzo de 2019     | 6 de abril de 2022      | Ichijinsha             |                        |

## Panini Argentina

### Panini Manga
- Assassination Classroom (26 de mayo de 2017-presente)
- One-Punch Man (26 de mayo de 2017-presente)
- Naruto (29 de marzo de 2019-presente)
- Berserk (26 de abril de 2019-presente)
- Negima! Magister Negi Magi (13 de septiembre de 2019-presente)
- Noragami (11 de octubre de 2019-presente)
- Love Hina (25 de octubre de 2019-presente)
- Star Wars: Lost Stars (25 de octubre de 2019-presente)
- Star Wars Manga: Una Nueva Esperanza (8 de noviembre de 2019-21 de febrero de 2020)
- Warcraft: Leyendas (15 de noviembre de 2019-16 de noviembre de 2020)
- My Little Monster (6 de diciembre de 2019-presente)
- Wotakoi: Qué difícil es el amor para los Otaku (28 de febrero de 2020-presente)
- Bakemonogatari (6 de marzo de 2020-presente)
- Star Wars Manga: El Imperio Contraataca (13 de marzo de 2020-6 de noviembre de 2020)
- Claymore (17 de abril de 2020-presente)
- Warcraft: Fuente del Sol (29 de mayo de 2020-6 de noviembre de 2020)
- Granblue Fantasy (5 de junio de 2020-presente)
- Radiant (19 de junio de 2020-presente)
- Golden Kamuy (2 de octubre de 2020-presente)
- Dr. Stone (9 de octubre de 2020-presente)
- Jujutsu Kaisen (16 de octubre de 2020-presente)
- Kaguya-Sama: Love is War (6 de noviembre de 2020-presente)
- Rosario + Vampire (13 de noviembre de 2020-presente)
- Tenku Shinpan (20 de noviembre de 2020-presente)
- Star Wars Manga: El Regreso del Jedi (4 de diciembre de 2020-presente)
- World of Warcraft: El Caballero de la Muerte (4 de diciembre de 2020)
- Netsuzō Trap -NTR- (11 de diciembre de 2020-presente)
- Given (18 de diciembre de 2020-presente)
- Fire Force (12 de febrero de 2021-presente)
- Yuna de la posada Yuragi (19 de febrero de 2021-presente)
- Orange (26 de marzo de 2021-presente)
- Banana Fish (26 de marzo de 2021-presente)
- Hanako-kun y los misterios de la Academia Kamome (7 de mayo de 2021-presente)
- Yu-Gi-Oh! (28 de mayo de 2021-presente)
- Sherlock (28 de mayo de 2021-presente)
- Takagi: La Maestra de las Bromas (11 de junio de 2021-presente)
- Pokémon: Red, Green & Blue (25 de junio de 2021-presente)
- Bloom Into You (2021)

## Panini Perú

### Panini Manga
- Ajin (julio de 2019-presente)
- Akira (julio de 2019-presente)
- Ataque a los titanes:Before the fall (julio de 2019-presente)
- Fairy Tail (julio de 2019-presente)
- Maid Sama (julio de 2019-presente)
- Ouran High School Host Club (julio de 2019-presente)
- Sailor Moon (julio de 2019-presente)
- Vampire Knight (julio de 2019-presente)
- Ghost in the Shell (julio de 2019-presente)
- Fire Force (marzo de 2020-presente)
- My Little Monster (marzo de 2020-presente)
- Your Lie in April (marzo de 2020-presente)
- Berserk (julio de 2019-presente)
- Noragami (agosto de 2020-presente)
- Made in Abyss (agosto de 2020-presente)
- Radiant (agosto de 2020-presente)
- Lobo Solitario (agosto de 2020-presente)
- Blame (agosto de 2020-presente)
- Sherlock (agosto de 2020-presente)
- Negima (septiembre de 2020-presente)
- The Seven Deadly Sins (septiembre de 2020-presente)
- Love Hina (septiembre de 2020-presente)
- City Hunter (próximamente)
- Orange (próximamente)
- The Ancient Magus Bride (próximamente)
- Ultraman (próximamente)
- Blade (próximamente)
- Naruto (próximamente)
- One Piece (próximamente)
- My Hero Academia (próximamente)

## Panini Venezuela

### Panini Manga
- Berserk (octubre de 2022-presente)
- Chainsaw Man (octubre de 2022-presente)
- Jujutsu Kaisen (octubre de 2022-presente)
- Kimetsu no Yaiba (octubre de 2022-presente)
- Tokyo Revengers (octubre de 2022-presente)

## Auspiciador oficial de los campeonatos de fútbol
La editorial Panini se adjudicó los derechos para comercializar los álbumes de los mundiales de la FIFA desde el mundial de 1970, publicando figuras y cromos de los estadios, futbolistas y emblemas de las selecciones participantes. El primer álbum publicado por Panini fue el del mundial de México 1970, y desde ese entonces ha comercializado los álbumes y cromos de todos los mundiales posteriores en forma consecutiva hasta la actualidad. También comenzaron a imprimir y comercializar álbumes de la Eurocopa desde 1980, como también posteriormente de muchos otros eventos futbolísticos alrededor del mundo. Hoy en día los cromos se imprimen en Italia y también en Brasil.
Desde 2010 también se puede acceder al álbum virtual de los mundiales de la FIFA, mediante la página oficial de esta, como fue el caso para los mundiales de Sudáfrica 2010, Brasil 2014, Rusia 2018 y Catar 2022. Los cromos virtuales se consiguen mediante los códigos que aparecen en la parte posterior de los cromos tangibles comercializados por Panini.